# Ubuntu
Ubuntu (МФА: [uːˈbuːntuː]) — дистрибутив Linux для робочих станцій, лептопів і серверів, найпопулярніший у світі дистрибутив Linux. Серед основних цілей Ubuntu — надання сучасного й водночас стабільного програмного забезпечення для пересічного користувача із сильним акцентом на простоту встановлення та користування.
Ubuntu надає користувачу мінімальний набір програм загального призначення: багатовіконне стільничне середовище, засоби для перегляду Інтернету, організації електронної пошти, офісні програми з можливістю читати і записувати файли у форматах, що використовуються в пакеті програм Microsoft Office, редактор зображень, програвач компакт-дисків тощо. Спеціалізоване програмне забезпечення, потрібне досвідченішим користувачам, можна отримати з відповідних репозиторіїв. Серверний варіант системи включає також засоби, потрібні для організації сервера баз даних, вебсервера, сервера електронної пошти тощо.

## Загальна характеристика
Ubuntu побудований на основі Debian GNU/Linux — іншого популярного дистрибутиву Лінукс. Спонсорується Canonical Ltd., власником якої є бізнесмен із ПАР Марк Шаттлворт. Назва дистрибутиву походить від зулуської концепції «убунту», яку можна висловити приблизно, як «людяність». Дистрибутив так названий для популяризації духу цієї філософії у світі програмного забезпечення. Ubuntu належить до вільного програмного забезпечення і може безплатно передаватись необмеженій кількості користувачів.

### Підпроєкти
Офіційні підпроєкти Lubuntu та Xubuntu використовують як основні стільничні середовища LXDE та Xfce відповідно замість Gnome (до версії 17.10 Unity), що встановлюється за замовчуванням в дистрибутивах основного проєкту. Ці дистрибутиви мають менші системні вимоги та підходять для використання на слабких та старих комп'ютерах.
До 6 лютого 2012-го ще одним офіційним підпроєктом була Kubuntu з основною стільницею KDE. Canonical припинила її підтримку, пояснивши це відсутністю комерційного успіху проєкту протягом 7 років.
Інший офіційний підпроєкт, Edubuntu, розробляється для шкіл і використання дітьми вдома.
Gobuntu є офіційним підпроєктом, в якому використовується винятково вільне програмне забезпечення.
Ще одним офіційним підпроєктом є JeOS (вимовляється «Джюс»), створений для використання на віртуальних машинах.

### Стратегія випусків
Нові версії Ubuntu виходять кожні шість місяців. Кожен реліз підтримується оновленнями програмного забезпечення протягом 18 місяців. Кожні два роки виходять LTS-випуски (англ. Long Term Support — довгострокова підтримка), які підтримуються оновленнями протягом п'яти років, як десктопні версії, так і серверні (до версії 12.04 LTS-релізи для десктопів підтримувалися протягом трьох років, для серверів — п'яти). LTS релізами були версії 6.04, 8.04, 10.04, 12.04, 14.04, 16.04, 18.04, 20.04, 22.04. Останній LTS випуск, 24.04.1 LTS (Noble Numbat), вийшов у серпні 2024.

### Основне програмне забезпечення
Ubuntu поставляється з найсвіжішою версією GNOME, але починаючи з версії 11.04 компанія Canonical вирішила розробити свою власну стільницю під назвою Unity. З версії 17.10, головною стільницю повернули до Gnome. Програмне забезпечення (до 12.10) підбирали таким чином, щоб інсталяційні пакунки та Live CD помістилися на одному компакт-диску, водночас надавши користувачеві змогу створити для себе зручне робоче середовище. Після версії 12.10, розмір образу став більшим за можливості CD, але достатнім для DVD та USB флеш-накопичувачів.  
Live CD містить у собі версії популярних крос-платформених програм (Mozilla Firefox, Mozilla Thunderbird, Empathy, OpenOffice.org/LibreOffice та F-Spot), які дають змогу користувачеві ознайомитися із системою ще до встановлення на жорсткий диск.
Педро Корте-Реаль (Pedro Côrte-Real) провів дослідження складу базового сховища «main» дистрибутиву Ubuntu 11.04 за обсягом коду (у вибірці фігурувало число рядків коду). З великих проєктів відзначені: Linux-ядро (9%, але з них 3% займають пов'язані з ядром зовнішні компоненти, такі як iptables і udev), інструменти GNU, такі як компілятор GCC і системна бібліотека Glibc (8%), X.Org (3%), Java (6%), Mozilla (6%), KDE (8%), GNOME (5%). Але домінують в дистрибутиві маленькі проєкти, сукупна частка яких становить 56%.

## Історія та процес розробки
Перший випуск Ubuntu відбувся 20 жовтня 2004, як тимчасове відгалуження Debian GNU/Linux, з метою регулярних, кожні шість місяців випусків нової версії системи на базі коду Debian, таким чином, надаючи частіші, ніж Debian, випуски системи. Ubuntu завжди має останній випуск GNOME, і випуск Ubuntu відбувається через місяць після чергового випуску GNOME. На відміну від деяких інших відгалужень Debian загального призначення, таких, як Xandros, Linspire та Libranet, компанія Canonical залишилася близькою до філософії Debian і використовує для Ubuntu переважно вільне програмне забезпечення, а не покладається на невільні програмні продукти, популярні в бізнес-моделях інших дистрибутивів.
Пакунки Ubuntu, переважно базуються на пакунках із нестабільної (unstable) групи пакунків Debian. Для встановлення та управління пакунками Ubuntu використовує Advanced Packaging Tool від Debian. Проте, пакунки для Ubuntu і Debian не обов'язково сумісні один з одним. Деякі розробники Ubuntu займаються також і ключовими пакунками Debian, тому вносять зміни до обох проєктів. У квітні 2005 засновник Debian Іан Мердок критикував Ubuntu за несумісність пакунків із Debian, кажучи, що Ubuntu дуже далеко відхилився від Debian Sarge, щоб залишитися сумісним.

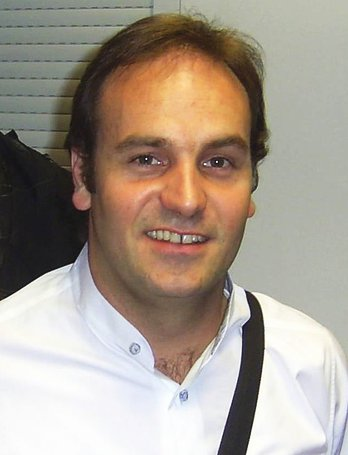
Марк Шаттлворт

Ubuntu фінансується Марком Шаттлвортом через Canonical Ltd. 8 липня 2005, Canonical оголосила про створення Ubuntu Foundation і забезпечила початкове інвестування у розмірі 10 мільйонів доларів. Мета фонду полягає у тому, щоб гарантувати підтримку і розвиток для всіх майбутніх версій Ubuntu, станом на 2006 фонд залишався недійовим. Шаттлворт описує його, як надзвичайний фонд на випадок, якщо підтримка Canonical з якихось причин припиниться.
Є плани щодо відгалуження Ubuntu з кодовою назвою «Grumpy Groundhog». Заплановано, що воно залишатиметься нестабільним відгалуженням, призначеним для розробки й тестування. Джерелом для нього буде безпосередньо система контролю версій програм, що входять до складу Ubuntu. Це передбачено для надання можливості досвідченим користувачам і розробникам тестувати поточні найсвіжіші версії окремих програм без необхідності самим створювати пакунки; планується заздалегідь попереджати про помилки та проблеми, що виникатимуть на комп'ютерах різної архітектури.

### ShipIt

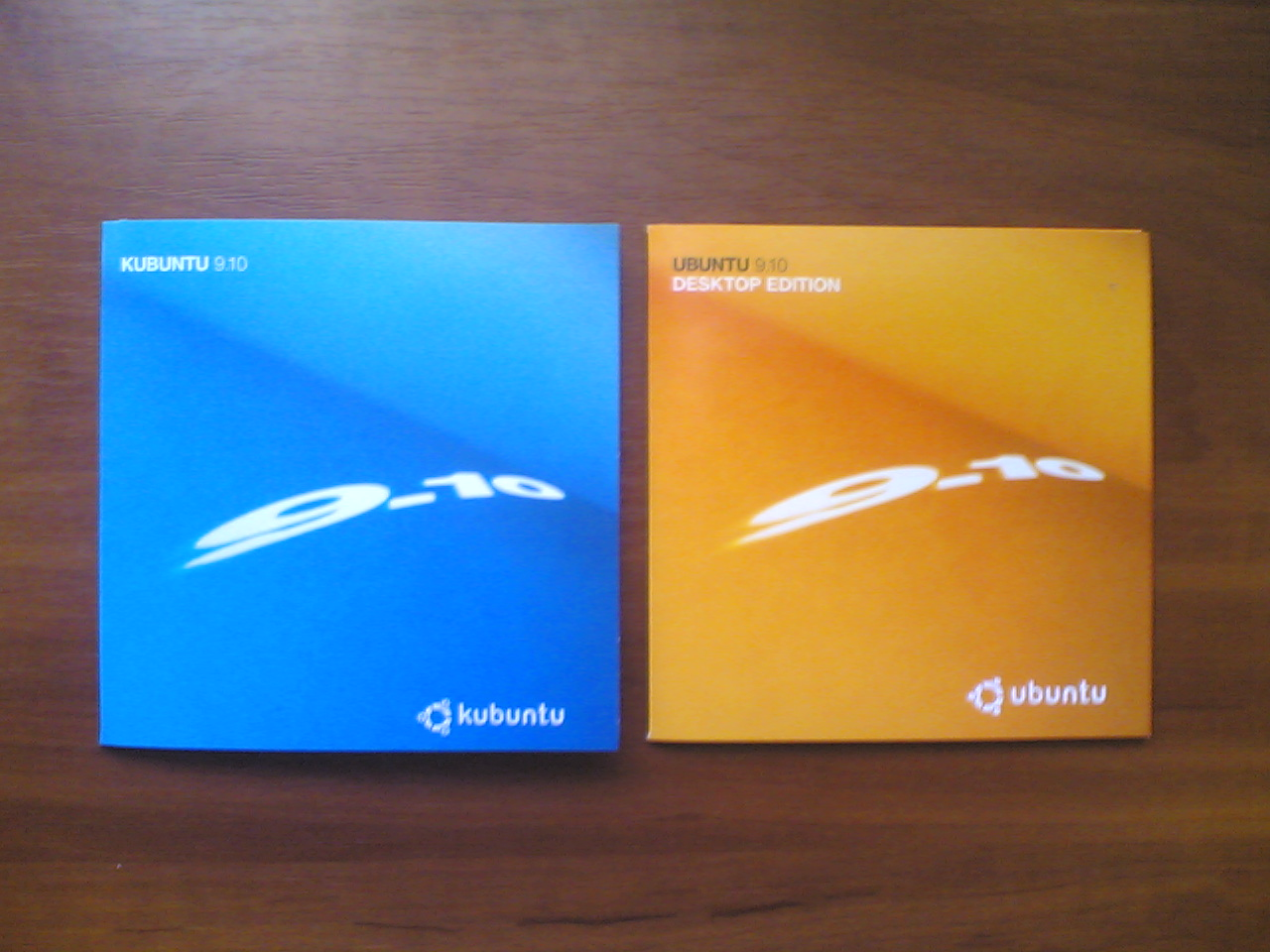
Встановлювальні диски Kubuntu 9.10 та Ubuntu 9.10

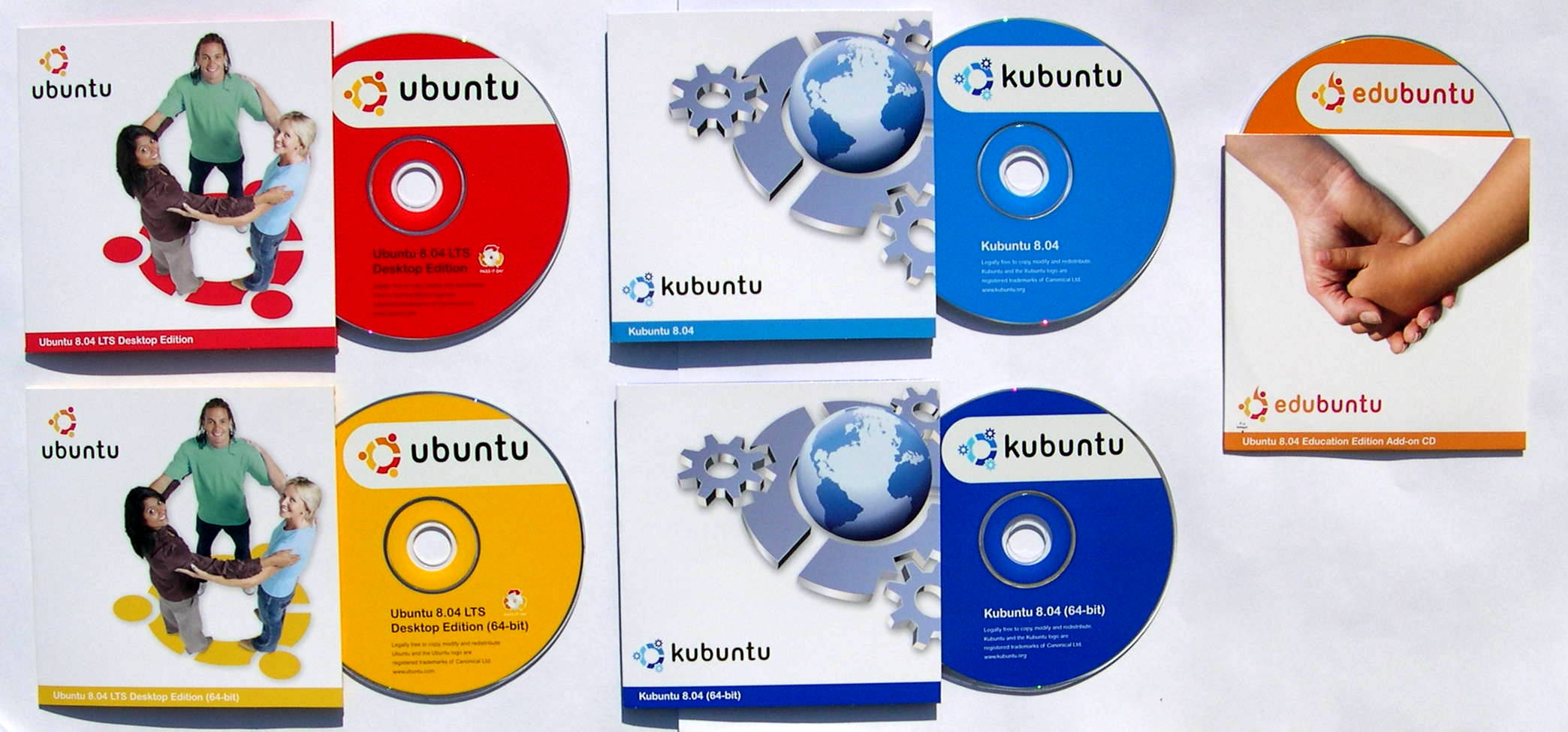
CD з Ubuntu, Kubuntu та Edubuntu 8.04

Компанія Canonical постачала інсталяційні компакт-диски Ubuntu за запитом безплатно, включно з платою за їхнє доставлення в будь-яку точку світу, через свій сервіс ShipIt. Після отримання запиту на отримання CD, диски надсилалися поштовою службою на вказану користувачем адресу; доставлення тривало від шести до десяти тижнів і здійснювалася по всьому світу, що дозволяло використовувати цей сервіс користувачам нерозвинених країн, які не мають можливості завантажити диск через всесвітню мережу.
З поширенням доступної всесвітньої мережі навесні 2011 Canonical переглянула політику й оголосила про закриття сервісу ShipIt. Можливість платного замовлення дисків з Ubuntu через інтернет-магазин Canonical була збережена.

## Можливості
Ubuntu наголошує на зручності й простоті використання. Наприклад, широко застосовується утиліта sudo, яка дозволяє користувачам виконувати адміністраторські завдання, не запускаючи небезпечний сеанс суперкористувача. Встановлювач Ubiquity дозволяє встановити систему на твердий диск з оточення Live CD, не перезавантажуючи систему під час процесу установки. Крім того, Ubuntu підкреслює надання можливості працювати людям з фізичними вадами, а також наявність інтернаціоналізації. Починаючи з версії 5.04, як системне кодування за замовчуванням використовується UTF-8, що усуває багато проблем, пов'язаних із сумісністю.
Більшість версій Ubuntu Linux мають чимало попередньо встановленого програмного забезпечення, серед якого офісний пакет LibreOffice, браузер Firefox, поштовий клієнт Thunderbird, клієнт систем миттєвих повідомлень Empathy, Клієнт мережі BitTorrent Transmission, впорядник фотографій Shotwell, кілька ігор таких як судоку і шахи. За замовчуванням в Ubuntu закрито доступ до усіх TCP портів за допомогою брандмауера, що значно підвищує рівень безпеки системи, особливо для недосвідчених користувачів. Графічний і текстовий інтерфейс системи Ubuntu доступний багатьма мовами, так, наприклад, GNOME 2.22, який за замовчуванням використовувався в Ubuntu 8.04 було перекладено 46 мовами світу, включно з українською.

### Live CD
До версії 12.10 Quantal Quetzal систему можна було використовувати в режимі Live CD. Canonical відмовилася від його підтримки, адже образ системи обсягом у 800МБ не вміщується на CD. Починаючи з версії 12.10, цей режим замінили на Live DVD (або Live USB).
Ubuntu має встановлювач Ubiquity[1], що дозволяє запустити процес встановлення безпосередньо з Live-системи. До 2011 року компакт-диск з Live CD надсилався поштою будь-кому, хто цього попросив, у межах програми ShipIt. Наразі ISO-образи можна вільно завантажити з офіційного вебсайту Ubuntu або через торренти. Для встановлення з Live DVD/USB (станом на 2025 рік) рекомендується щонайменше 2 ГБ оперативної пам’яті. Існує чимало програмного забезпечення для створення власних збірок на базі Ubuntu, як-от Cubic або Linux Live Kit, хоча деякі старі інструменти, як remastersys чи Ubuntu Customization Kit, більше не підтримуються.[Архівовано 22 вересня 2012 у Wayback Machine.] та Reconstructor [Архівовано 6 вересня 2008 у Wayback Machine.].

### Альтернативне встановлення

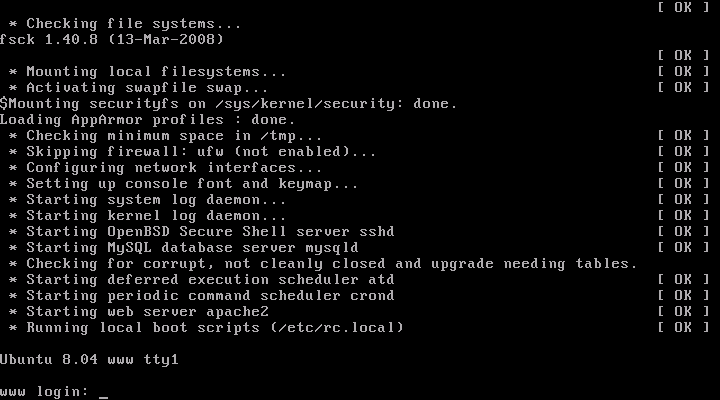
Стандартний екран реєстрації у системі в Ubuntu Server 8.04.

Разом із відмовою від розділення релізу Ubuntu на CD, DVD, в 12.10 Quantal Quetzal було припинено підтримку альтернативної установки (версія «alternate») в текстовому режимі.
Версії Ubuntu до 12.10 мали окремий інсталяційний CD «alternate», що був розроблений для специфічних методів встановлення системи Ubuntu за допомогою текстового (псевдографічного) встановлювача. Інсталяційний CD «alternate» також дозволяє встановити заздалегідь налаштовану OEM систему, оновити стару систему за відсутності доступу до мережі, і для встановлення на комп'ютери з обсягом оперативної пам'яті менше ніж 320 Мб. Альтернативний інсталяційний CD дозволяє також встановити LVM та/або RAID розбиття диску, а також зашифроване розбиття, яке здійснюється за допомогою dm-crypt. «Alternate» компакт-диск не є Live CD.
Альтернативний метод встановлення також використовується для Ubuntu Server. CD з Ubuntu Server містить усі пакунки, необхідні для встановлення за відсутності доступу до мережі. Встановлювач редакції server за замовчуванням не встановлює графічний інтерфейс. Відмова від звичайних «alternate» не вплине на серверну версію Ubuntu.

### Мережевий встановлювач
Ubuntu також може бути встановлена через мережу за допомогою «network install CD». Цей CD встановлює Ubuntu з одного з офіційних дзеркал Ubuntu. Це означає, що усі пакунки будуть найновіших версій. «Network install CD» містить лише ядро для запуску текстового встановлювача.

### LiveUSB
Ubuntu також може бути завантажена з USB флеш носія, що дозволяє використовувати її як повноцінну систему без наявності твердого диску. Також це буває корисно, якщо потрібно протестувати, чи добре система підтримує конкретне апаратне забезпечення. Live USB системи Ubuntu може бути створено вручну або ж за допомогою інструментів, на кшталт Live USB creator чи UNetbootin.

## Класифікація пакунків та підтримка

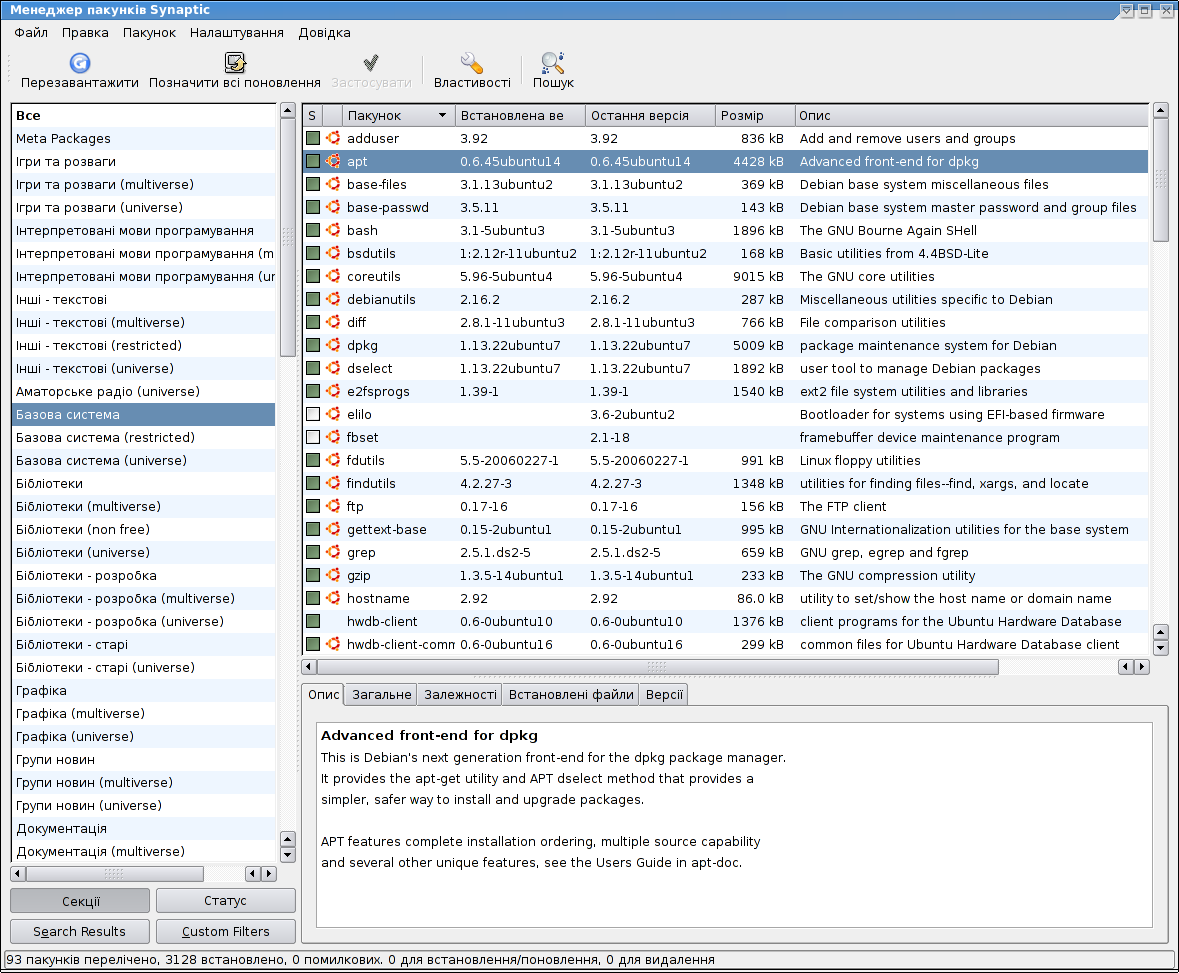
Огляд пакунків за допомогою Synaptic в Kubuntu

В Ubuntu все програмне забезпечення ділиться на чотири секції, котрі називають компонентами, щоб зобразити різницю в ліцензії та рівні доступної підтримки.
Пакети розподіляються за компонентами таким чином:
|                  | Вільне ПЗ | Невільне ПЗ |
| підтримується    | Main      | Restricted  |
| не підтримується | Universe  | Multiverse  |

Компоненти Main і Universe містять програмне забезпечення, яке відповідає вимогам ліцензії Ubuntu, що приблизно відповідає принципам вільного програмного забезпечення в Debian.
Існує один виняток для компонента Main, за яким у ній також може міститися пропрієтарне програмне забезпечення у вигляді бінарних файлів і окремих шрифтів, важливих для підтримки роботи іншого програмного забезпечення, якщо заміна цих файлів на вільні неможлива без відповідного дозволу.
Це зроблено для використання у Main і Restricted усього програмного забезпечення, необхідного для повноцінного використання у системі Лінукс. Альтернативні програми для тих же завдань і програми для спеціалізованих застосувань поміщені до Universe і Multiverse.
Пакунки із закритим програмним забезпеченням для Ubuntu зазвичай не підтримуються, але деякі винятки (Restricted) зроблені для важливого закритого програмного забезпечення, на кшталт закритих драйверів апаратних пристроїв, без яких користувачі могли б мати складнощі при запуску Ubuntu на їхній системі, особливо це стосується закритих драйверів графічних карт, наприклад, для популярних NVIDIA та ATI, а також Wi-Fi адаптерів. Рівень підтримки обмежений порівняно з Main, оскільки розробники можуть не мати доступу до джерельного тексту.
Ubuntu Backports є офіційним проєктом для бекпортування новіших версій певного програмного забезпечення, яке доступне лише у нестабільних версіях Ubuntu. Репозиторій не всебічний; він переважно складається з потрібних для користувачів і схвалених пакунків.
Доки умови пропрієтарного програмного забезпечення не обмежують його розповсюдження, воно включається у компонент Multiverse. Він не містить пакунки програм, які зазіхають на американські та міжнародні патенти або закон про авторське право. Деякі приклади програмного забезпечення, не поширюваного з Ubuntu:
- Програмне забезпечення, яке дозволяє відтворення CSS-скремблованих відео DVD, через сумнівний правовий статус libdvdcss, бібліотеки, котра розшифровує DVD, у деяких частинах світу.
- Бібліотеки для кодування і декодування багатьох закритих мультимедійних форматів, наприклад, Windows Media.

Неофіційні утиліти, на кшталт EasyUbuntu та Automatix, прагнуть автоматизувати встановлення і налаштування програмного забезпечення, яке офіційно не упаковане для Ubuntu.
Основна маса пакунків Ubuntu імпортується з Debian. Станом на 2011 у приблизно 17% імпортованих пакунків розробники Ubuntu вносили додаткові зміни. Спеціально для Ubuntu було створено близько 7% пакунків із загального складу репозиторіїв цього дистрибутиву. Більшість пакунків, змінених силами проєкту Ubuntu, належать до репозиторію «main»; репозиторій «universe» ближчий за своїм складом до офіційних пакунків Debian.

### Наявність власницького програмного забезпечення
Ubuntu має систему сертифікації для стороннього власницького програмного забезпечення, і Canonical Ltd. керує спеціальним репозиторієм для таких пакунків, який зветься Commercial. Пакунки програм у Multiverse не мають обмежень на вільне розповсюдження, Commercial включає програмне забезпечення, на розповсюдження якого Canonical Ltd. отримало дозвіл.

### Комерційна підтримка
Canonical через мережу своїх представників за партнерською програмою забезпечує комерційний сервіс підтримки Ubuntu Advantage [Архівовано 28 березня 2012 у Wayback Machine.]. Володарі підписки Ubuntu Advantage отримують консультаційну технічну і юридичну підтримку з Ubuntu Server і Ubuntu Desktop з доведенням проблем до Canonical, а також доступ до платформи управління життєвим циклом ІТ-інфраструктури Landscape.

## Випуски
Кожен випуск має номер версії та кодову назву. Номер версії складається з року й місяця, в якому відбувся випуск. Наприклад, перший випуск Ubuntu 4.10 вийшов у світ у жовтні 2004. Номери майбутніх версій є тимчасовими; якщо випуск відкладено на місяць, або більше, то номер версії обов'язково зміниться.
Кодові назви випусків (окрім перших трьох) вибираються так, щоб перша літера нової назви була наступною за латинською абеткою відносно першої літери попередньої. Це спрощує розпізнавання номерів версій за кодовою назвою.
Дата виходу нової версії розраховується таким чином, щоб він відбувся приблизно через місяць після виходу нових версій GNOME та X.org. Зазвичай, кожен випуск Ubuntu містить останні версії GNOME та X.org

### Історія випусків
| Версія    | Кодова назва      | Переклад              | Тестова назва      | Дата виходу        | Підтримка до       | Підтримка до       |
| Версія    | Кодова назва      | Переклад              | Тестова назва      | Дата виходу        | Desktop            | Server             |
| --------- | ----------------- | --------------------- | ------------------ | ------------------ | ------------------ | ------------------ |
| 4.10      | Warty Warthog     | Пильний бородавочник  | Sounder            | 20 жовтня 2004     | 30 квітня 2006     | 30 квітня 2006     |
| 5.04      | Hoary Hedgehog    | Сивий їжак            | Array              | 8 квітня 2005      | 31 жовтня 2006     | 31 жовтня 2006     |
| 5.10      | Breezy Badger     | Бадьорий борсук       | Colony             | 13 жовтня 2005     | 13 квітня 2007     | 13 квітня 2007     |
| 6.06 LTS  | Dapper Drake      | Тямущий селезень      | Flight             | 1 червня 2006      | 14 липня 2009      | 1 червня 2011      |
| 6.10      | Edgy Eft          | Квапливий тритон      | Knot               | 26 жовтня 2006     | 24 квітня 2008     | 24 квітня 2008     |
| 7.04      | Feisty Fawn       | Відважне оленя        | Herd               | 19 квітня 2007     | 19 жовтня 2008     | 19 жовтня 2008     |
| 7.10      | Gutsy Gibbon      | Безстрашний гібон     | Tribe              | 18 жовтня 2007     | 18 квітня 2009     | 18 квітня 2009     |
| 8.04 LTS  | Hardy Heron       | Чіпка чапля           | Alpha/Beta         | 24 квітня 2008     | 12 травня 2011     | 9 травня 2013      |
| 8.10      | Intrepid Ibex     | Розжарений козеріг    | Alpha/Beta         | 30 жовтня 2008     | 30 квітня 2010     | 30 квітня 2010     |
| 9.04      | Jaunty Jackalope  | Жвавий рогатий заєць  | Alpha/Beta         | 24 квітня 2009     | 23 жовтня 2010     | 23 жовтня 2010     |
| 9.10      | Karmic Koala      | Кармічна коала        | Alpha/Beta         | 29 жовтня 2009     | 30 квітня 2011     | 30 квітня 2011     |
| 10.04 LTS | Lucid Lynx        | Ясна рись             | Alpha/Beta         | 29 квітня 2010     | 9 травня 2013      | 30 квітня 2015     |
| 10.10     | Maverick Meerkat  | Вільнодумний сурикат  | Alpha/Beta         | 10 жовтня 2010     | 10 квітня 2012     | 10 квітня 2012     |
| 11.04     | Natty Narwhal     | Охайний нарвал        | Alpha/Beta         | 28 квітня 2011     | 28 жовтня 2012     | 28 жовтня 2012     |
| 11.10     | Oneiric Ocelot    | Мрійливий оцелот      | Alpha/Beta         | 13 жовтня 2011     | 9 травня 2013      | 9 травня 2013      |
| 12.04 LTS | Precise Pangolin  | Педантичний панголін  | Alpha/Beta         | 26 квітня 2012     | 28 квітня 2017     | 28 квітня 2017     |
| 12.10     | Quantal Quetzal   | Квантовий кетцаль     | Alpha/Beta         | 18 жовтня 2012     | 16 травня 2014     | 16 травня 2014     |
| 13.04     | Raring Ringtail   | Нетерплячий какоміцлі | Beta               | 25 квітня 2013     | 27 січня 2014      | 27 січня 2014      |
| 13.10     | Saucy Salamander  | Зухвала саламандра    | Beta               | 17 жовтня 2013     | 17 липня 2014      | 17 липня 2014      |
| 14.04 LTS | Trusty Tahr       | Надійний тар          | Beta               | 17 квітня 2014     | квітень 2019       | квітень 2019       |
| 14.10     | Utopic Unicorn    | Утопічний єдиноріг    | Beta               | 23 жовтня 2014     | 23 липня 2015      | 23 липня 2015      |
| 15.04     | Vivid Vervet      | Яскрава вервета       | Beta               | 23 квітня 2015     | 4 лютого 2016      | 4 лютого 2016      |
| 15.10     | Wily Werewolf     | Хитрий Вовкулак       | Beta               | 23 жовтня 2015     | 21 червня 2016     | 21 червня 2016     |
| 16.04 LTS | Xenial Xerus      | Гостинний Ксерус      | Beta               | 21 квітня 2016     | 21 квітня 2021     | 21 квітня 2021     |
| 16.10     | Yakkety Yak       | Балакучий Як          | Beta               | 20 жовтня 2016     | липень 2017        | липень 2017        |
| 17.04     | Zesty Zapus       | Пікантний Запус       | Beta               | 13 квітня 2017     | січень 2018        | січень 2018        |
| 17.10     | Artful Aardvark   | Спритний трубкозуб    | Beta               | 19 жовтня 2017     | липень 2018        | липень 2018        |
| 18.04 LTS | Bionic Beaver     | Біонічний бобер       | Beta               | 26 квітня 2018     | квітень 2023       | квітень 2023       |
| 18.10     | Cosmic Cuttlefish | Космічна каракатиця   | Beta               | 18 жовтня 2018     | липень 2019        | липень 2019        |
| 19.04     | Disco Dingo       | Диско дінго           | Beta               | 18 квітня 2019     | січень 2020        | січень 2020        |
| 19.10     | Eoan Ermine       | Світанковий горностай | Beta               | 17 жовтня 2019     | липень 2020        | липень 2020        |
| 20.04 LTS | Focal Fossa       | Фокальна фоса         | Beta               | 23 квітня 2020     | квітень 2025       | квітень 2025       |
| 20.10     | Groovy Gorilla    | Захоплива горила      | Beta               | 22 жовтня 2020     | липень 2021        | липень 2021        |
| 21.04     | Hirsute Hippo     | Кудлатий гіпопотам    | Beta               | 22 квітня 2021     | січень 2022        | січень 2022        |
| 21.10     | Impish Indri      | Пустотливий індрі     | Beta               | 14 жовтня 2021     | липень 2022        | липень 2022        |
| 22.04 LTS | Jammy Jellyfish   | Джемова медуза        | Beta               | 21 квітня 2022     | 21 квітня 2027     | 21 квітня 2027     |
| 22.10     | Kinetic Kudu      | Кінетичний Куду       | Beta               | 20 жовтня 2022     | липень 2023        | липень 2023        |
| 23.04     | Lunar Lobster     | Лунний Лобстер        | Beta               | 10 квітня 2023     | січень 2024        | січень 2024        |
| 23.10     | Mantic Minotaur   | Мантичний Мінотавр    | Beta               | 12 жовтня 2023     | липень 2024        | липень 2024        |
| 24.04 LTS | Noble Numbat      | Благородний Намбат    | Beta               | 25 квітня 2024     | травень 2029       | травень 2029       |
| 24.10     | Oracular Oriole   | Оракулярна Вивільга   | Beta               | 10 жовтня 2024     | липень 2025        | липень 2025        |
| 25.04     | Plucky Puffin     | Відважна Іпатка       | Beta               | 17 квітня 2025     |                    |                    |
| Колір     | Колір             | Значення              | Значення           | Значення           | Значення           | Значення           |
| Червоний  | Червоний          | Не підтримується      | Не підтримується   | Не підтримується   | Не підтримується   | Не підтримується   |
| Синій     | Синій             | Досі підтримується    | Досі підтримується | Досі підтримується | Досі підтримується | Досі підтримується |
| Зелений   | Зелений           | Поточний випуск       | Поточний випуск    | Поточний випуск    | Поточний випуск    | Поточний випуск    |
| Жовтий    | Жовтий            | Майбутній випуск      | Майбутній випуск   | Майбутній випуск   | Майбутній випуск   | Майбутній випуск   |

### Ubuntu 12.04 LTS (Precise Pangolin)

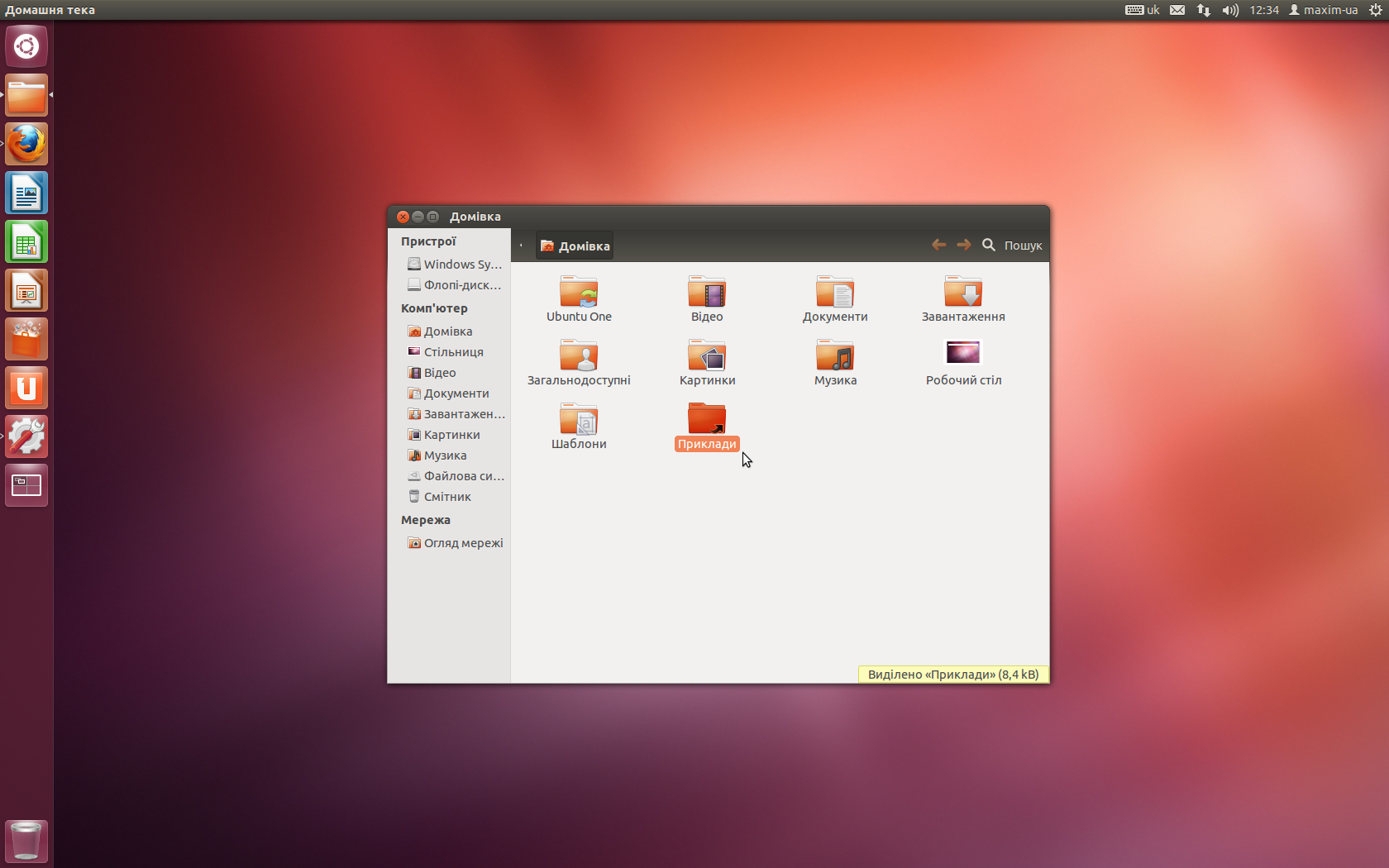
Ubuntu 12.04 LTS

Випуск Ubuntu 12.04 «Precise Pangolin» відбувся 26 квітня 2012. Дистрибутив доступний в редакціях для десктопів, серверів і хмарних оточень. Завантажувальні iso-образи CD (696 Мб) і DVD (1,6 Гб) підготовлені для архітектур amd64 та i386, а також CD-збірки для ARM-систем Toshiba AC100/Dynabook AZ, Freescale i.MX5x, Texas Instruments OMAP3 й OMAP4. Ця версія має статус LTS-випуску з тривалим терміном підтримки. Тривалість випуску оновлень як для десктоп-редакції, так і для серверного варіанту, становитиме п'ять років (в минулих LTS-випусках десктоп-редакція підтримувалася три роки). З п'яти років перші два роки додатково будуть випускатися оновлення з реалізацією підтримки нового обладнання, після чого наступні три роки будуть виходити тільки оновлення з виправленням критичних помилок і проблем безпеки. Оскільки версія належить до випусків з тривалим терміном підтримки, основна увага була приділена забезпеченню стабільності та розвитку засобів для спрощення використання дистрибутиву в корпоративному середовищі. Значні зусилля були направлені на доопрацювання і стабілізацію поточних досягнень і можливостей. Попри на загальний консерватизм випуску та відсутність проривних нововведень, у новій версії наявні значні поліпшення, особливо помітні у сфері підвищення зручності роботи в користувацькій оболонці Unity, а також розвитку засобів забезпечення підвищеної надійності (mission-critical) і розгортання/підтримки великих парків реальних і віртуальних систем в серверній версії. Багато зусиль було витрачено на перетворення Ubuntu 12.04 в зрілу платформу для розгортання хмарних систем на базі Openstack.
Оновлені версії програмного забезпечення ядро Лінукс 3.2.14, компоненти GNOME 3.4.1; у постачання включені LibreOffice 3.5.2, Firefox і Thunderbird 11. В Software Center доступна програма повідомлень Unity Mail, інтегрована з оболонкою Unity. Замість Banshee як музичний плеєр за умовчанням використовується Rhythmbox, в який додана підтримка сервісу UbuntuOne Music Store.
У десктоп інтегрована підтримка нової системи Head-Up Display (HUD), яка дозволяє при натисненні клавіші Alt і подальшому початку набору на клавіатурі перейти в режим швидкого введення команд, в якому користувачеві виводиться пошуковий рядок, початок набору назви бажаних дії в якій приводить до автоматичного підбору і виведення найімовірнішої назви програм зі списку встановлених застосунків, а також елементів меню, представлених в штатному меню поточної активної програми або аплета. Система враховує раніше успішно вибрані команди й пропонує їх першими.

### Ubuntu 14.04 LTS (Trusty Tahr)

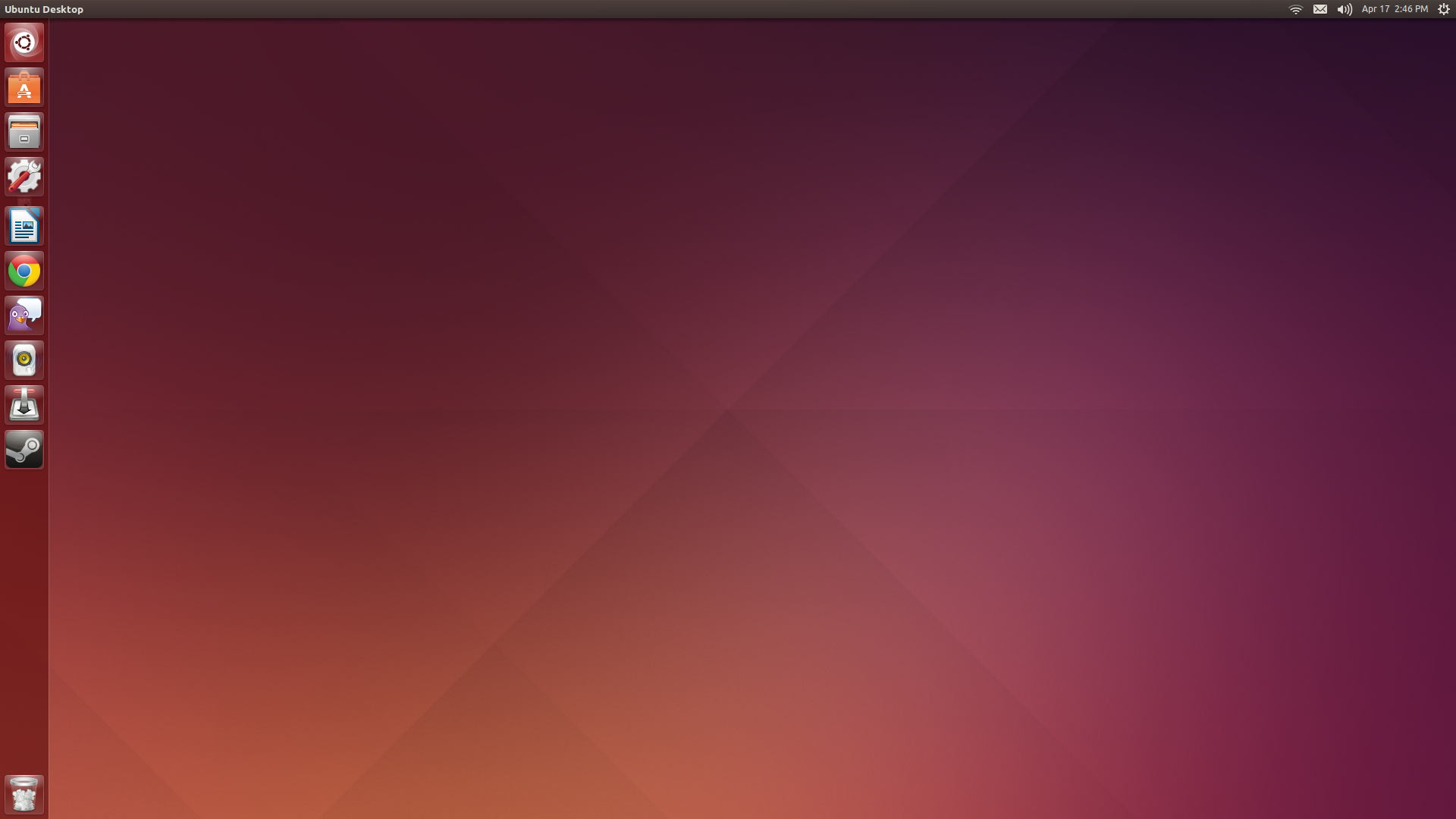
Ubuntu 14.04 LTS

18 жовтня 2013 стало відомо, що кодове найменування майбутнього LTS-релізу Ubuntu 14.04 буде Trusty Tahr (Надійний тар).
Ubuntu 14.04 LTS вийшов 17 квітня 2014. Основним завданням при підготовці випуску стало забезпечення стабільності й продуктивності робочого столу на основі Unity 7, надання засобів для спрощення використання дистрибутиву в корпоративному середовищі, доопрацювання і стабілізація технологій пропонованих у рамках проміжних випусків 12.10, 13.04 і 13.10, а також розвиток редакцій для планшетів і смартфонів (Ubuntu Touch). Ubuntu 14.04 LTS поставляється за умовчанням з класичним графічним стеком на основі X.Org, Compiz і Unity 7. Ubuntu Touch за умовчанням поставляється з графічним стеком на базі Mir, Qt5 і Unity 8 (в десктоп-редакції оточення на базі Mir можна встановити як експериментальну опцію).
У зв'язку з закриттям хмарного сховища Ubuntu One з дистрибутиву вилучені всі пов'язані з ним компоненти та служби (синхронізація файлів, потокове мовлення музики тощо).
У серверній версії за замовчуванням вирішено використовувати MySQL 5.6; як опції надаються пакунки з MySQL 5.5, MariaDB 5.5 і Percona XtraDB Cluster 5.5. Оновлена версія розроблюваного компанією Canonical інструментарію MAAS 1.5 (Metal-as-a-Service), призначеного для швидкого і зручного розгортання Ubuntu-конфігурацій на безлічі серверів з використанням технік, що використовуються в хмарних платформах. Новий випуск Juju 1.18.1, інтерфейсу для швидкого розгортання переднастроєних сервісів. Для використання з Juju підготовлено понад сотні сервісів (Juju Charms), готових до роботи відразу після установки. Серед таких сервісів різні СУБД (MySQL, PostgreSQL, Redis, Cassandra, MongoDB, Membase), вебзастосунки (wordpress, drupal, Node.js, Django, Ruby on Rails), серверні системи (LAMP, tomcat, vsftpd), системи моніторингу, хмарні платформи тощо. Новий випуск хмарної платформи OpenStack 2014.1 «Icehouse». Оновлення системи для централізованого управління конфігурацією серверів Puppet 3. Постачання гіпервізора Xen 4.4, інструментарію управління ізольованими контейнерами LXC 1.0 і емулятора Qemu 2.0, постачання віртуального комутатора Open vSwitch 2.0.1. Оновлення серверних застосунків: Apache 2.4, PHP 5.5 (в Ubuntu 12.04 поставлялися Apache 2.2 і PHP 5.3).
Ядро Linux 3.13. У базовій поставці для робочих станцій поставляється тільки Python 3.4. Представлений Oxide, побудований на кодовій базі Chromium рушій для відокремленого запуску вебзастосунків і організації розміщення вебконтенту на робочому столі;

### Ubuntu 14.10 (Utopic Unicorn)

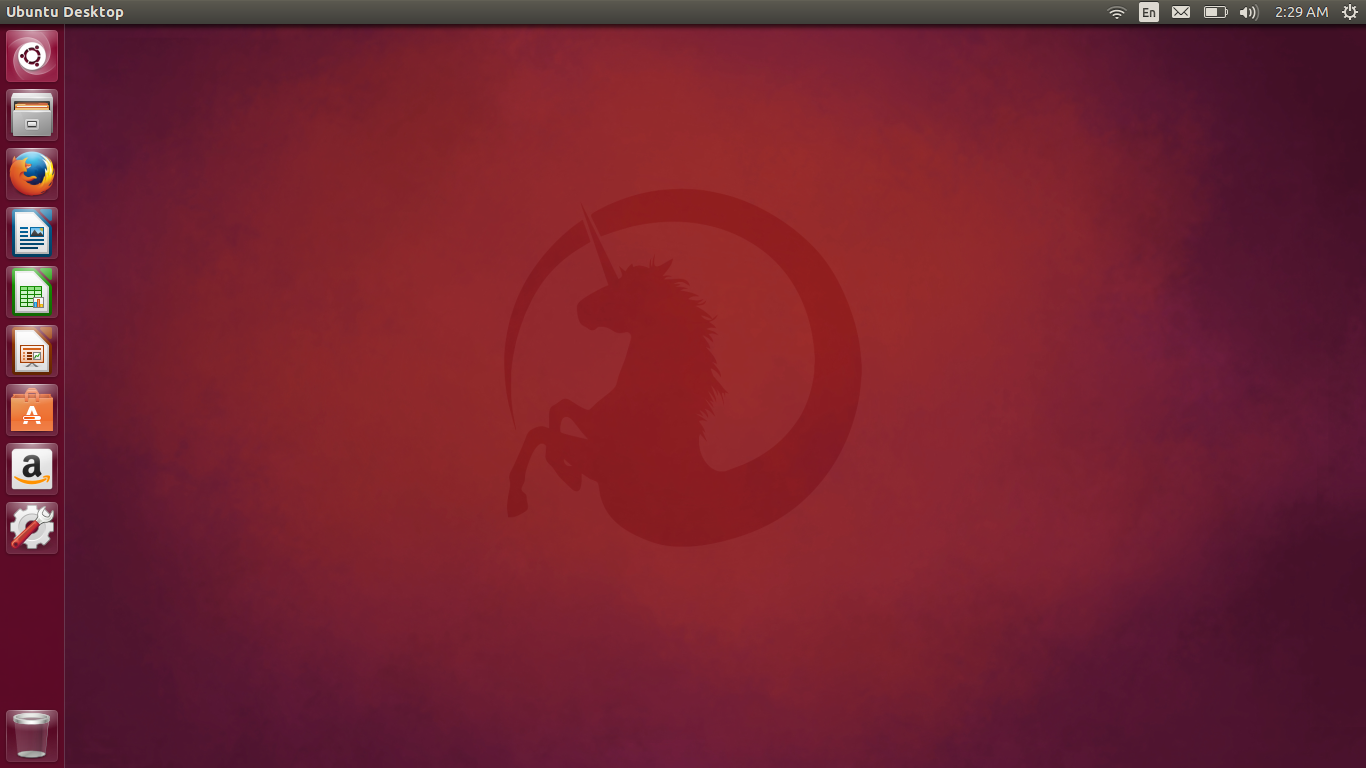
Ubuntu 14.10

Випуск дистрибутиву Ubuntu 14.10 «Utopic Unicorn» відбувся 23 жовтня 2014. Готові установні образи складені для Ubuntu Desktop, Ubuntu Server, Ubuntu Cloud, Kubuntu (KDE 4.14 і KDE Plasma 5), Ubuntu GNOME (GNOME 3.12), Xubuntu (Xfce 4.10), Lubuntu (LXDE), Edubuntu (з підбіркою навчального ПЗ), Ubuntu Studio (для обробки мультимедіа інформації) та Mythbuntu (для розгортання медіацентру). Також доступний випуск редакції Ubuntu MATE 14.10, що поставляється зі стільницею MATE, яка отримала офіційного визнання.
Як експериментальний випуск підготовлені складання Ubuntu 14.10 з оболонкою Unity 8 на базі бібліотеки Qt5 і дисплейного сервера Mir. Як основна пропонується оболонка Unity 7.
Оновлені компоненти, зокрема ядро Linux 3.16, GCC 4.9.1, LibreOffice 4.3.2, X.org server 1.16.0, Shotwell 0.20.0, Firefox 33, Chromium 38, Qt 5.3, GTK 3.12.2. Nautilus, Totem, Rhythmbox та інші компоненти GNOME раніше засновані на гілці 3.10. До складу включений випуск хмарної платформи OpenStack 2014.2 (Juno)
Оновлені компоненти графічного стека, залучений X.Org Server 1.16 c підтримкою архітектури 2D-прискорення GLAMOR, можливістю запуску X-сервера без root-привілеїв і підтримкою GPU на шині, відмінної від PCI. У X-сервері Xephyr, що дозволяє запустити X-сервер у вікні вже запущеного X-сервера, додана підтримка DRI3. Пакет Mesa оновлено до випуску 10.3 з підтримкою GPU AMD Hawaii й новим драйвером freedreno. У драйвері Nouveau забезпечена можливість роботи з картами Maxwell (NVIDIA GeForce 750) і GPU GK20A, заснованому на сімействі Kepler і використовуваного в чипах Tegra K1. Поліпшено роботу на ноутбуках з гібридною графічною підсистемою, в якій вбудований GPU поєднується з дискретною графічною картою.
Додана підтримка принтерів, доступних через протокол IPP Everywhere, а також емуляція IPP Everywhere для мережевого доступу до локально підключених пристроїв друку. IPP Everywhere не потребує створення статичних файлів конфігурації й надає кошти для динамічного вибору доступного принтера в мережі, дозволяє визначати наявність принтерів, відправляти запити та виконувати операції з виведення на друк, як безпосередньо, так і через проміжні хости, що надають доступ до підключених до них принтерів.

### Ubuntu 15.04 (Vivid Vervet)

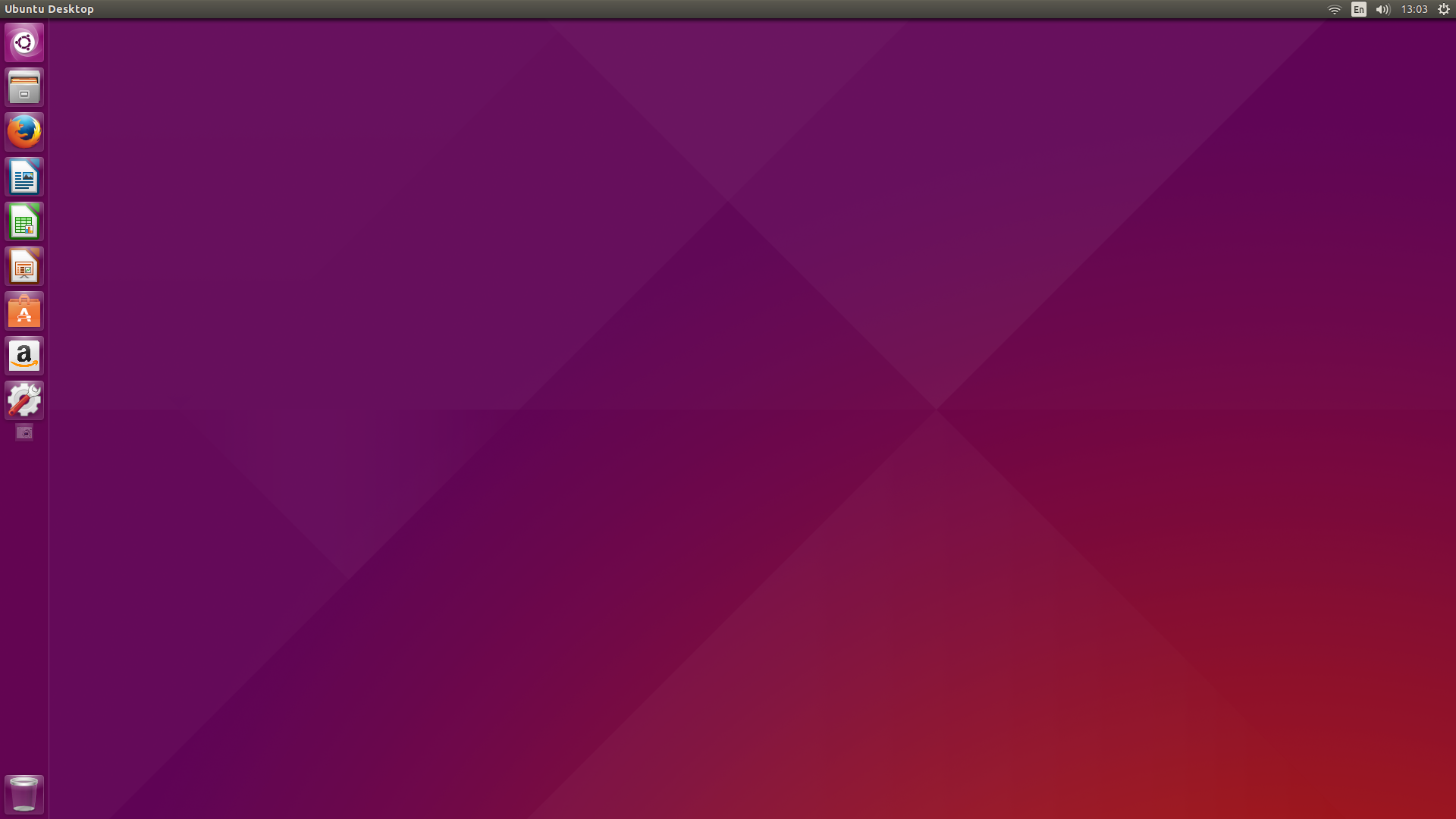
Ubuntu 15.04

Ubuntu 15.04 «Vivid Vervet» вийшов 23 квітня 2015. Готові установні образи створені для Ubuntu Desktop, Ubuntu Server, Kubuntu (KDE Plasma 5), Lubuntu, Ubuntu GNOME, Xubuntu (Xfce 4.12), Ubuntu MATE, Ubuntu Cloud і Ubuntu Studio (для обробки мультимедіа інформації).
Ключовим нововведенням Ubuntu 15.04 є переведення дистрибутиву на системний менеджер systemd, який замінив собою систему ініціалізації upstart у конфігурації за замовчуванням. Опціональна можливість використання upstart залишена (завантаження з upstart можна вибрати в меню «Advanced options for Ubuntu» в GRUB), більш того компоненти upstart поки залишені для управління призначеними для користувача сеансами. У рамках поточного циклу розробки вирішено не переводити на systemd Ubuntu Touch.
Іншою важливою подією стало включення дистрибутиву Ubuntu MATE до офіційних редакцій Ubuntu. Ubuntu MATE пропонує стільницю на основі проєкту MATE, в рамках якого продовжено розвиток кодової бази GNOME 2.32 зі збереженням класичної концепції формування робочого столу. В офіційний репозиторій пакунків Ubuntu додані всі компоненти, необхідні для складання Ubuntu MATE.
Оновлені версії пакунків, зокрема поставляються ядро Linux 3.19, стільниця Unity 7.3, звуковий сервер Pulseaudio 6, офісний пакет LibreOffice 4.4, GTK 3.14.9, Totem 3.14.2, Rhythmbox 3.1, Transmission 2.84, Shotwell 0.20.2. З серверних компонентів можна відзначити: LXC 1.1, QEMU 2.2, Docker 1.5, MySQL 5.6, MariaDB 10.0, Percona Server 5.6, OpenStack 2015.1, libvirt 1.2.12, Open vSwitch 2.3.1, Ceph 0.94.1, haproxy 1.5.0, pacemaker 1.1.12.
З нових програм
- Представлений новий інструмент Ubuntu Make (Developer Tools Centre), що надає засоби для швидкої і простої настройки оточень для різних категорій розробників ПЗ. В Ubuntu Make забезпечена можливість розгортання 15 платформ для розробки, включаючи підтримку мов Go і Dart, засобів розробки Firefox, інтегрованих оточень intelliJ IDEA, pycharm, webstorm, rubymine, phpstorm і eclipse.
- До складу включено розроблений компанією Canonical інструментарій управління ізольованими контейнерами LXD, заснований на напрацюваннях LXC і оформлений у вигляді фонового процесу, що постійно працює. Основне завдання LXD — організація прозорого управління серією хостів з контейнерами через мережу, а також організація переміщення між ними оточень. LXD маніпулює виключно образами контейнерів, підтримує снапшоти і live-міграцію, допускає підключення зовнішніх керівних інтерфейсів через REST API.
- Сформовано перший випуск нового продукту Snappy Ubuntu Core, націленого на формування контейнерів для хмарних систем і оснащення розумних споживчих пристроїв, що розвиваються відповідно до концепції «Інтернет речей», а також в системах домашньої автоматизації, дронів і автономних роботів.

### Ubuntu 15.10 (Wily Werewolf)

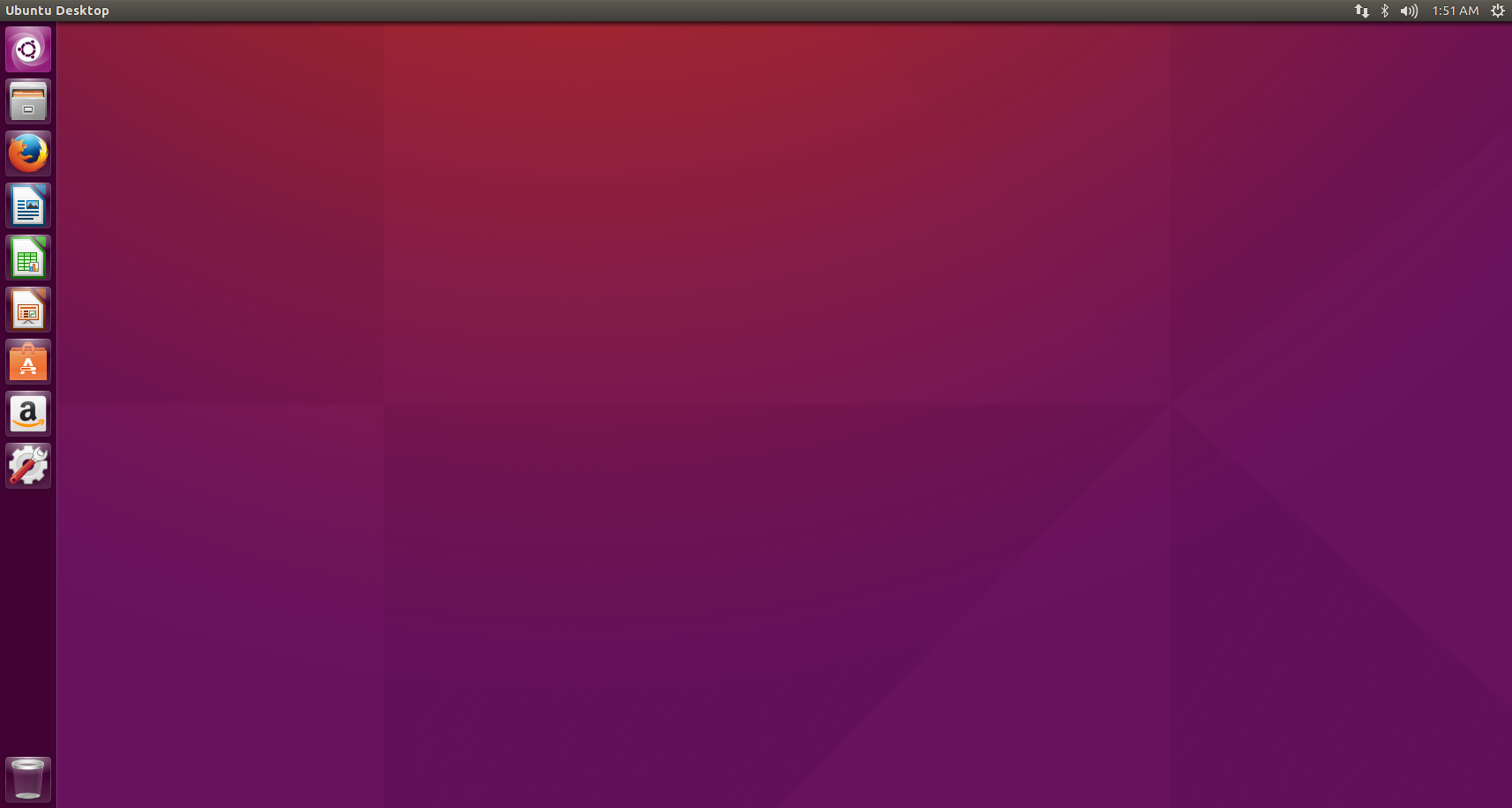
Ubuntu 15.10

Ubuntu 15.10 «Wily Werewolf» вийшов 23 жовтня 2015. В системі використане ядро Linux версії 4.2, яке вийшло в серпні 2010. У порівнянні з минулими версіями, додана підтримка 64-розрядних чипів Intel Atom Broxton, оновлений драйвер для графіки AMD, а також додана підтримка шифрування для файлової системи F2FS. В новій Ubuntu розробники вирішили відмовитися від старих смуг прокручування (скролбарів) Unity і перейшли на смуги прокручування від GNOME. Також в системі використана Unity 7.3.3.
Крім того, оновлена утиліта Make. Це дозволить розробникам, які використовують Ubuntu, підтримувати більше число платформ, фреймворків і сервісів, в тому числі  Android.
Ще одне нововведення Ubuntu 15.10 — постійні імена мережевих інтерфейсів. Це полегшить настройку мережевого обладнання. Тепер геймпад Steam Controller підтримується "з коробки". Для його підтримки досить лише встановити Steam, який проведе всі необхідні зміни в правах udev і uinput.

### Ubuntu 16.04 LTS (Xenial Xerus)

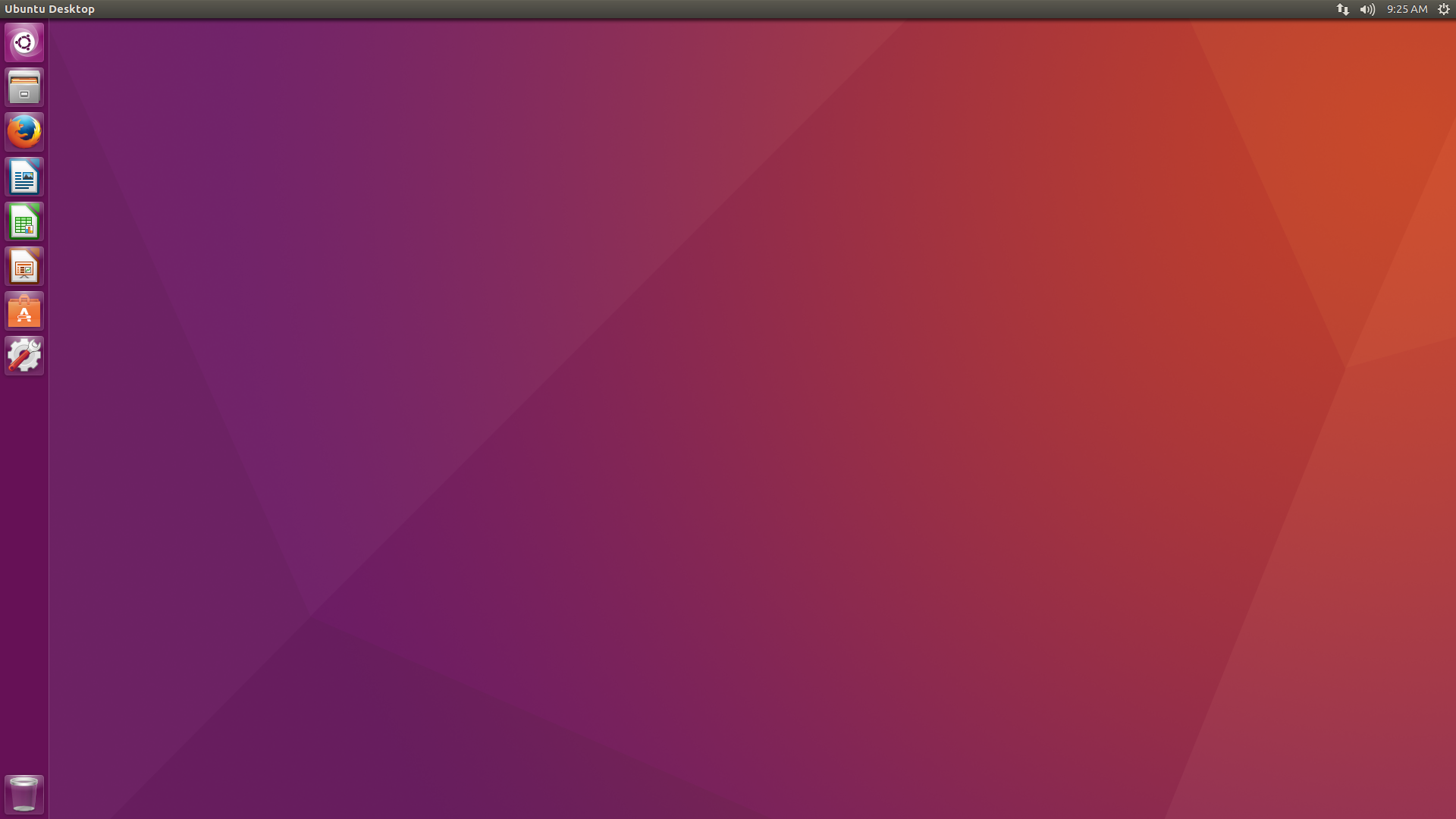
Ubuntu 16.04 LTS

Ubuntu 16.04 «Xenial Xerus» вийшов 21 квітня 2016. Готові установні образи створені для Ubuntu Desktop, Ubuntu Server, Kubuntu (KDE Plasma 5), Lubuntu, Ubuntu GNOME, Xubuntu (Xfce 4.12), Ubuntu MATE, Ubuntu Cloud і Ubuntu Studio (для обробки мультимедіа інформації).
В системі використане ядро Ubuntu Linux 4.4.0-18.34, графічний сервер Xorg 1.18.3 і Mesa 11.2.0.
Значні зміни отримала оболонка Unity. Вимкнено онлайновий пошук з Dash (за потреби його можна увімкнути в налаштуваннях).
Покращена інтеграція файлового менеджера в Unity. Тепер кожна іконка (підключених томів, кошик) зображає стан свого вікна, а іконка Наутілуса використовується в решті випадків. З'явилася можливість міняти розміри вікна, для вікон з'явилася тінь. GNOME Software інтегрований на панель Unity точно так само, як раніше був інтегрований Центр додатків Ubuntu (при установці додатка з'являється його іконка з прогрес-баром). Покращено підтримку тем Dash.
В Ubuntu 16.04 Центр застосунків Ubuntu був замінений на GNOME Software (перейменований в Ubuntu Software) для установки й видалення застосунків. Попри на те, що GNOME Software підтримує можливість оновлень, для цього, як і раніше, буде використовуватися інструмент оновлення застосунків.
Ubuntu 16.04 підтримує новий формат пакетів — Snap. Він призначений в першу чергу для серверів, хмарних систем і мобільних пристроїв, однак знайде застосування і на звичайних настільних ПК. За замовчуванням як і раніше буде використовуватися формат deb.
Зі стандартного постачання Ubuntu 16.04 були вилучені застосунки Empathy і Brasero. Також був вилучений драйвер Catalyst / fglrx для відеокарт AMD. Розробники з AMD і Canonical рекомендують використовувати відкриті драйвери radeon або amdgpu. Також в Ubuntu 16.04 додано GNOME Календар з можливістю синхронізації через Google.
За замовчуванням в Ubuntu 16.04 додані наступні версії застосунків: Nautilus 3.14.3, (GNOME) Software 3.20.1, Календар 3.20.1, Gedit 3.18.3, Totem 3.18.1, Термінал 3.18.3, Перегляд зображень 3.18.2, Evince 3.18.2, Системний монітор 3.18.2. В реліз увійшла стара версія Наутілуса — 3.14.3, як більш функціональна. Також в реліз увійшли програми:
Firefox 45.0.2,
Thunderbird 38.6,
LibreOffice 5.1.2,
Transmission 2.84,
Shotwell 0.22.0+git,
Deja Dup 34.2,
Unity 7.4.0,
GTK+ 3.18.9.

### Ubuntu 16.10 (Yakkety Yak)
13 жовтня 2016 вийшов випуск Ubuntu 16.10 «Yakkety Yak». Ubuntu 16.10 не сильно відрізняється від Ubuntu 16.04 LTS, випущеної у квітні цього ж року, проте має декілька невеликих покращень. Поліпшена оболонка Unity і віконний менеджер Compiz. Завдяки цим покращенням все буде працювати трішечки швидше та плавніше. Нова версія файлового менеджера Nautilus трохи відрізняється від попередньої. І, як завжди, оновлене ядро Linux (Ядро Linux оновлено до 4.8).
В релізі використано Unity 7.5, де крім численних виправлень помилок, був впроваджений покращений режим спрощеної графіки, що актуально на старому залізі та при роботі через віртуальну машину. Крім того, була поліпшена анімація розгортання вікна, а також вид Dash при горизонтальному розташуванні лаунчера.
Ubuntu 16.10 постачається з актуальною версією Наутілуса — 3.20. У порівнянні з версією 3.14 з Ubuntu 16.04 було додано безліч можливостей: вбудований в основне вікно віджет поступу, спливне вікно перейменування файлів і поліпшена опція впорядкування і зображення файлів.
Менеджер додатків Ubuntu, який вперше з'явився у випуску 16.04, був значно допрацьований: з'явилася можливість встановлювати шрифти, консольні додатки, бібліотеки та інші системні компоненти, також покращилася підтримка Snap. Крім того, оновлені версії багатьох програм, наприклад: LibreOffice 5.2.2 Mozilla Firefox 49 Thunderbird 45 Менеджер додатків Ubuntu 3.20 Rhythmbox 3.4.1 Термінал GNOME 3.20 Shotwell 0.22
Ядро версії 4.8 містить покращення швидкодії, стабільності, енергоефективності та файлової підсистеми: підтримка розгону графіки AMD, початкова підтримка NVIDIA Pascal в драйвері Nouveau, підтримка Raspberry Pi 3, підтримка режиму ACPI Low-Power Idle, підтримка екрана Microsoft Surface 3, розширена підтримка аудіо -пристроїв, USB і вебкамер.

### Ubuntu 17.10 (Artful Aardvark)

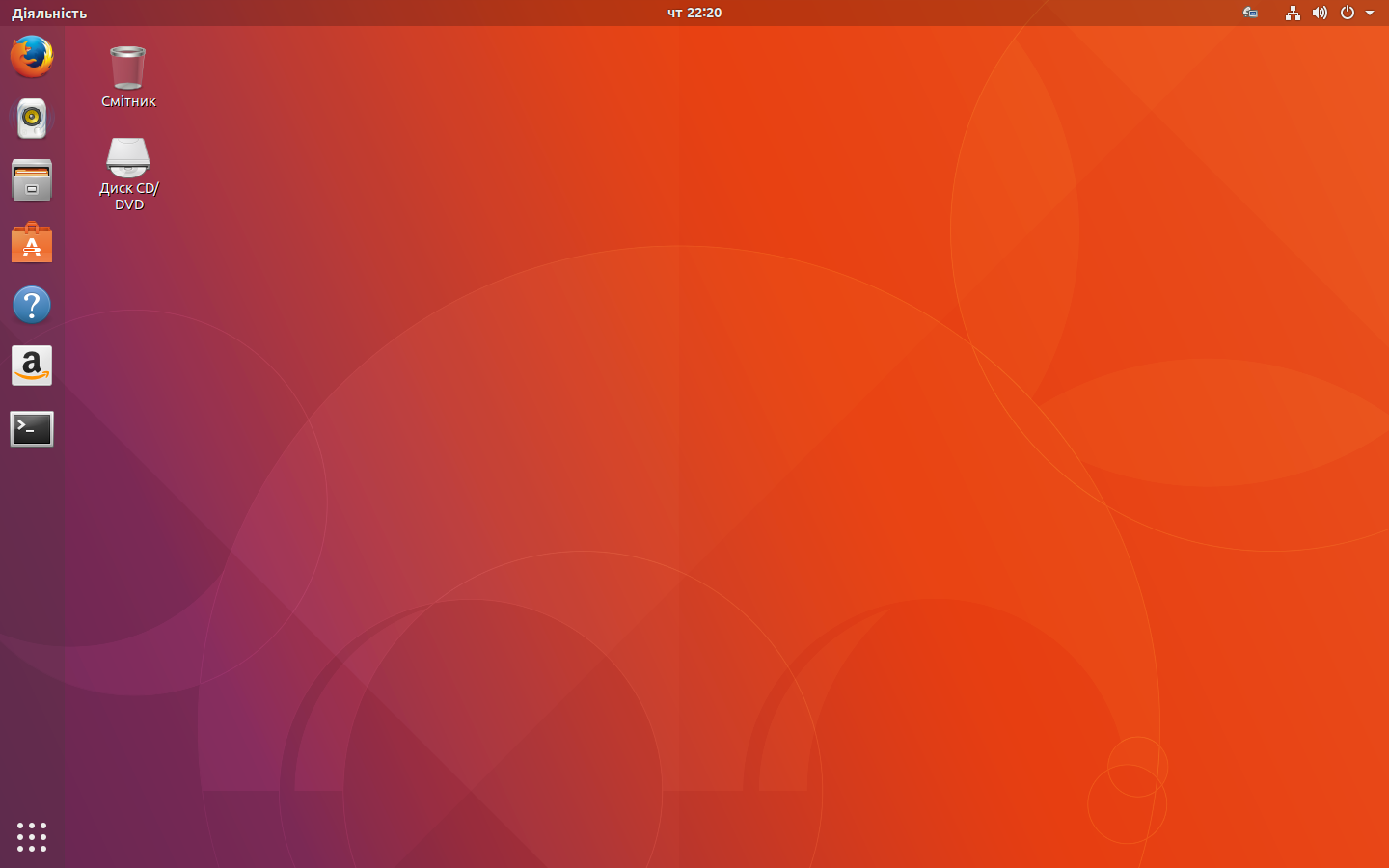
Ubuntu 17.10

19 жовтня 2016 Canonical оголосила про випуск Ubuntu 17.10 «Artful Aardvark». Серед головних нововведень — новий робочий стіл GNOME замість Unity. В якості сервера зоображення використовується Wayland на сумісному обладнанні, як опція залишається доступним Xorg.
Диспетчер зображення GDM замінив LightDM. На екрані входу в системі тепер використовується віртуальний термінал 1 замість віртуального термінала 7.
Ubuntu 17.10 постачається з ядром Linux версії 4.13, що дозволяє використовувати новітні апаратні засоби та периферійні пристрої від ARM, IBM, Dell, Intel та інших. Ядро 17.10 додає підтримку дискових накопичувачів OPAL та численні вдосконалення для дискового вводу-виводу.
Конфігурація мережі протягом багатьох років була поділена між NetworkManager, ifupdown та іншими інструментами. 17.10 вводить netplan як стандартний декларативний синтаксис YAML для налаштування інтерфейсів у Ubuntu. Netplan є зворотно сумісним, що дозволяє інтерфейсам продовжувати керуватися такими інструментами, як NetworkManager, одночасно забезпечуючи простий огляд усієї системи. У нових інсталяціях «Artful Aardvark» ifupdown не встановлюється. На сервері Ubuntu та у хмарі тепер користувачі мають мережеві пристрої, призначені для systemd-networkd в netplan. Підтримка Ifupdown залишається, оновлення будуть продовжувати використовувати ifupdown, і він за потреби може бути встановлений для нових машин.

### Ubuntu 21.10 (Impish Indri)

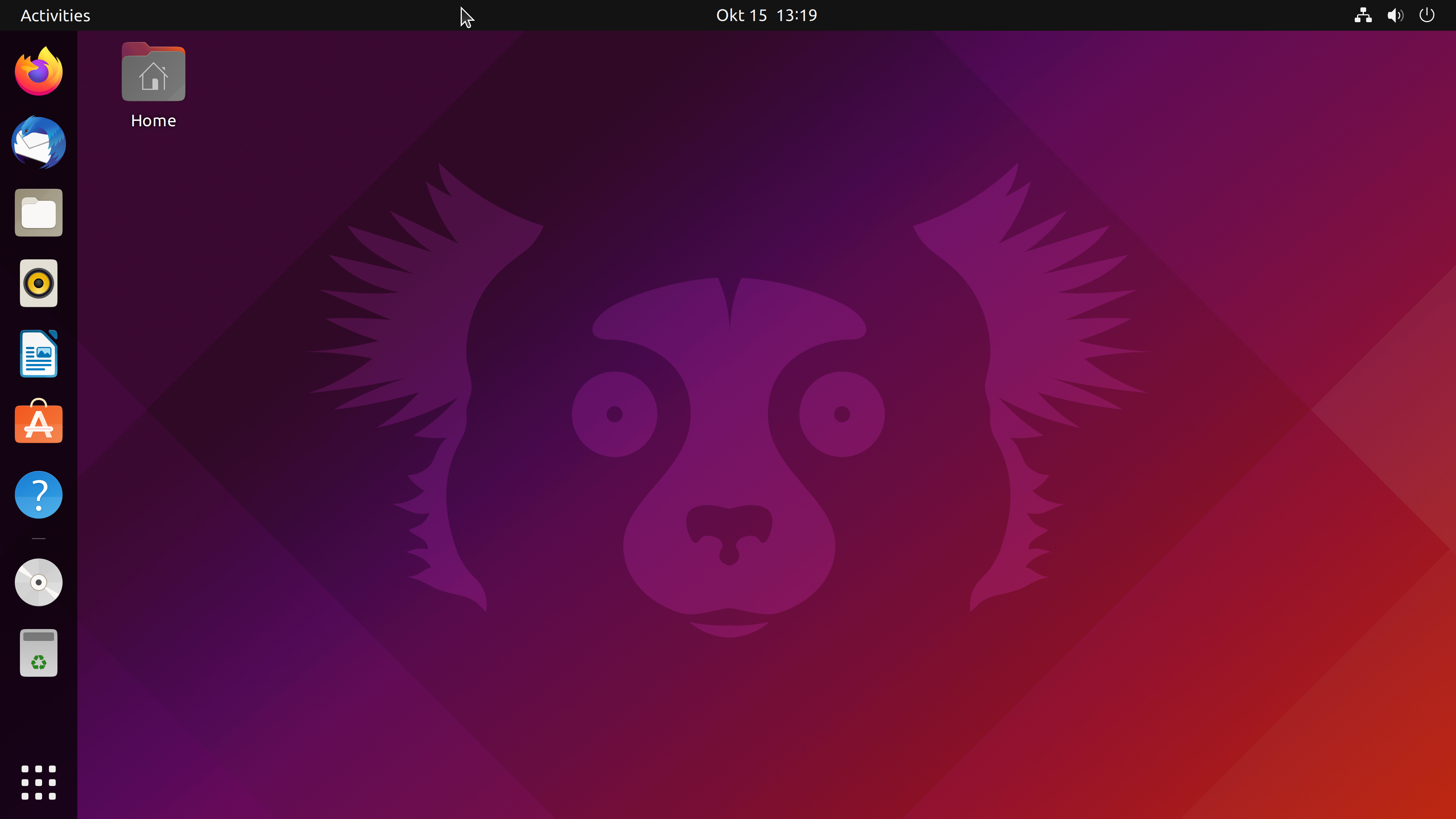
21.10

## Дистрибутиви на базі Ubuntu

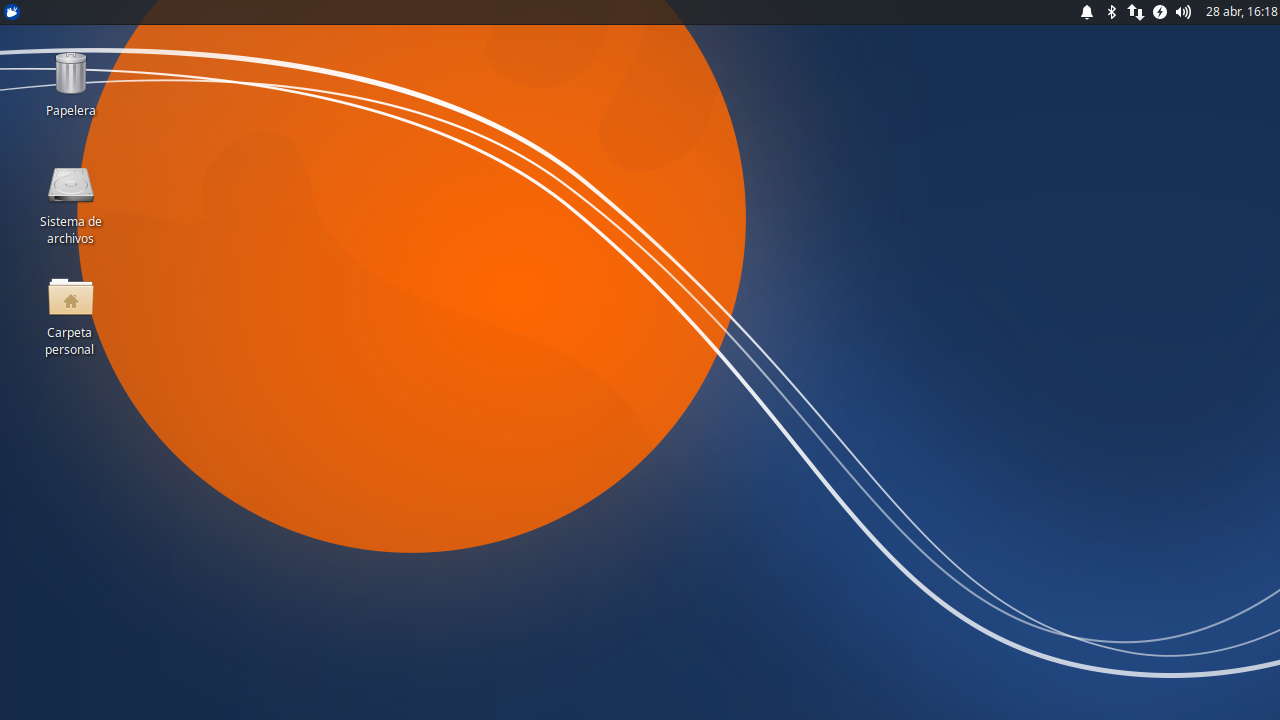
Xubuntu 19.04

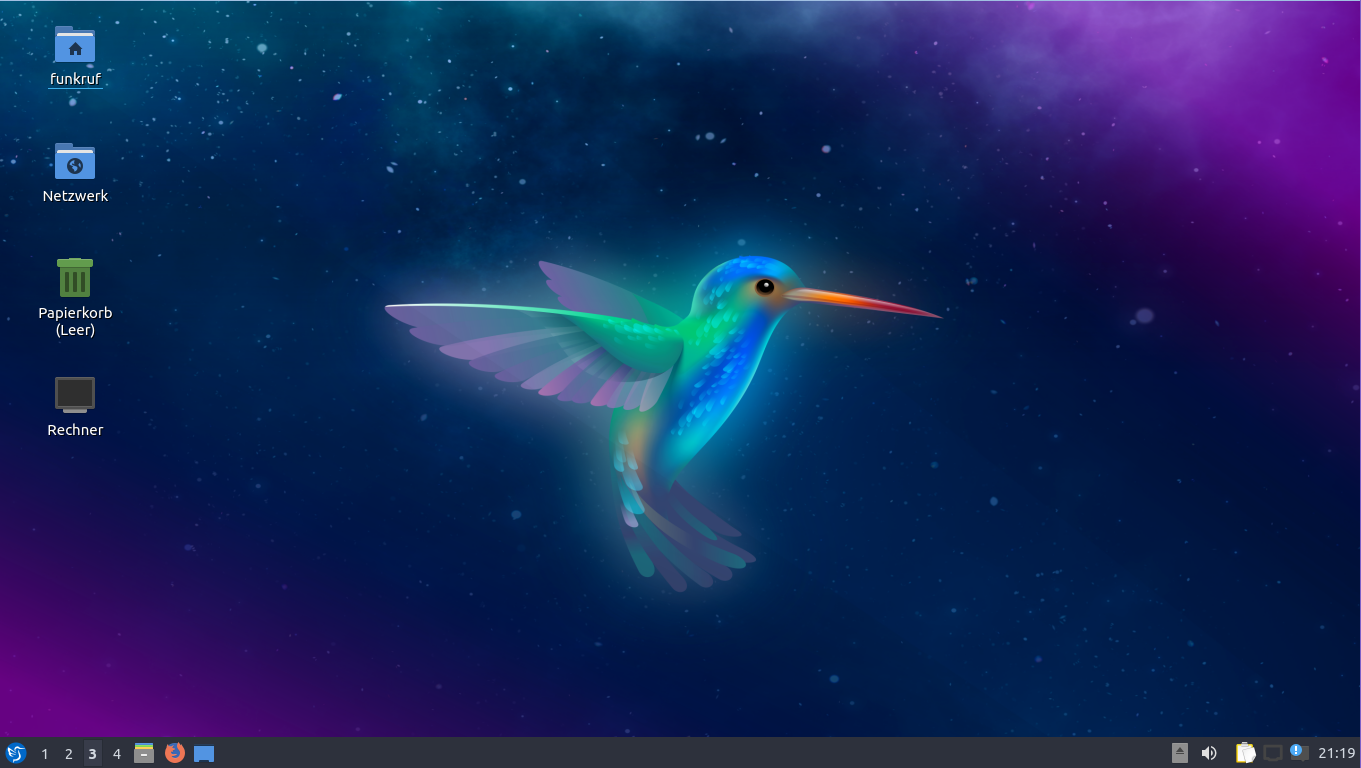
Lubuntu 19.04

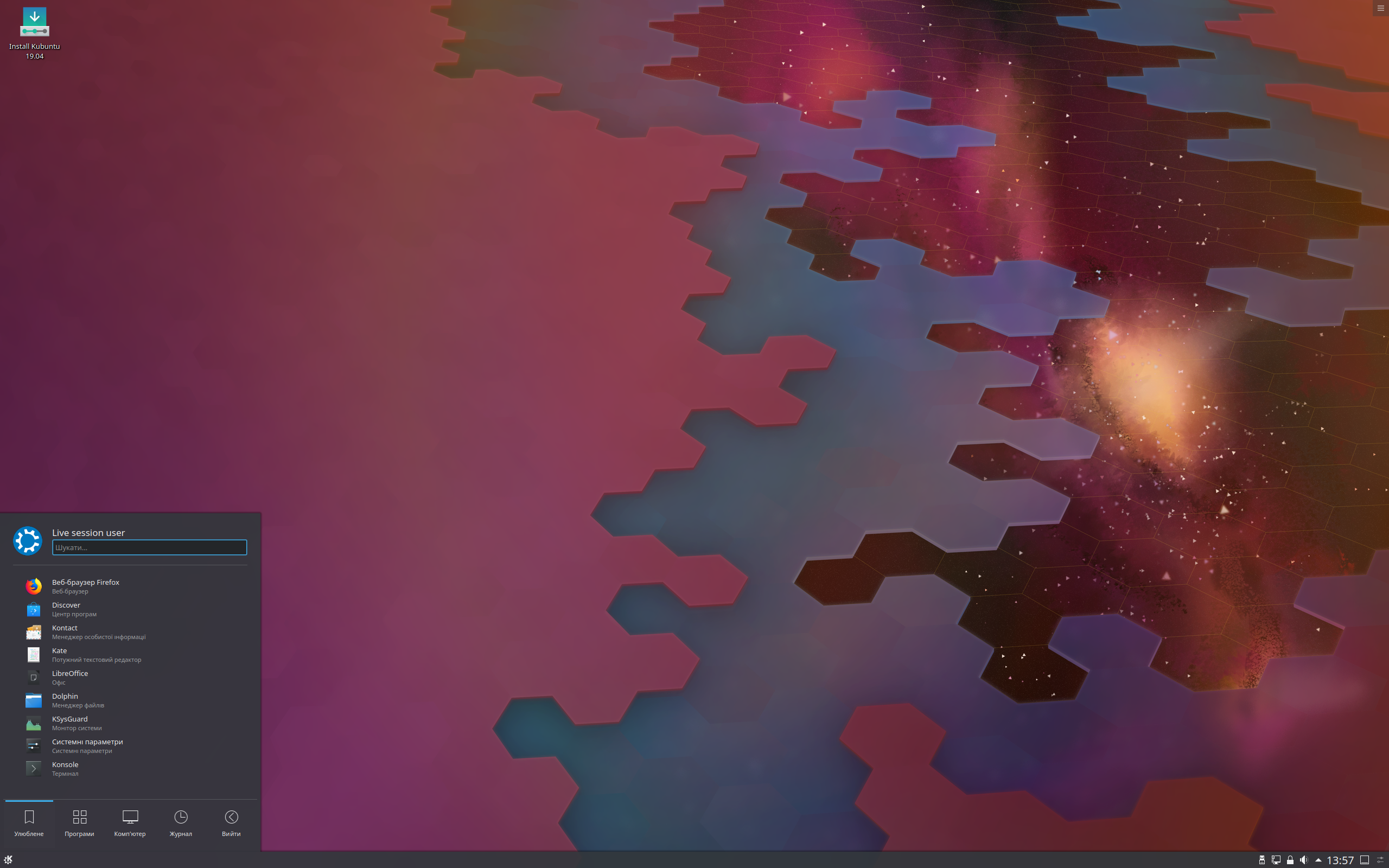
Kubuntu 19.04

Існує чимало офіційних і неофіційних варіантів Ubuntu, котрі базуються на оригінальному дистрибутиві та використовують той самий репозиторій програмного забезпечення, на відміну від деяких пакунків, котрі модифікуються спеціально для певного варіанту системи, зазвичай, призначеної для виконання певних завдань.

### Дистрибутиви, які офіційно підтримуються Canonical
| Дистрибутив   | Інформація | Графічне середовище |
| ------------- | --- | ------------------- |
| Ubuntu Server | Серверна версія Ubuntu                                                                                                 | Немає               |
| Xubuntu       | Дистрибутив Ubuntu з графічним середовищем XFCE (для слабких та старих комп'ютерів).                                   | XFCE                |
| Lubuntu       | Дистрибутив Ubuntu з графічним середовищем LXDE (для слабких та старих комп'ютерів). Системні вимоги менші за Xubuntu. | LXDE                |

### Дистрибутиви, що підтримуються спільнотою
| Дистрибутив   | Інформація                                                                                                | Графічне середовище |
| ------------- | --- | ------------------- |
| Ubuntu Studio | Дистрибутив, орієнтований на роботу як медіастудія.                                                       | Xfce                |
| Mythbuntu     | Дистрибутив для використання комп'ютера як повноцінного домашнього розважального центру на основі MythTV. | Xfce                |
| Kubuntu       | Дистрибутив Ubuntu з графічним середовищем KDE.                                                           | KDE                 |
| Edubuntu      | Дистрибутив, орієнтований на використання в навчальних закладах                                           | Unity               |

Серед інших варіантів системи Ubuntu, які компанія Canonical розробляє для різних потреб:
- Gobuntu, дистрибутив, який містить виключно вільне програмне забезпечення
- Ubuntu JeOS, позиціонується, як «ефективний варіант … налаштований спеціально для віртуалізації»[99].
- Ubuntu MID Edition, розроблена для мобільних інтернет-пристроїв[100].
- Ubuntu Netbook Remix[101][102], система для нетбуків, на кшталт ASUS Eee PC,[103] та Acer Aspire One[104].

Марк Шаттлворт також підтвердив створення дистрибутиву на основі Ubuntu, gNewSense, котрий взяв за мету використовувати виключно відкрите програмне забезпечення схвалене Free Software Foundation. Його перша версія вийшла 2 листопада 2006.

### Дистрибутиви сторонніх розробників
Ubuntu стала основою для створення численних дочірніх дистрибутивів Linux, що використовують інше графічне середовище, містять додаткові пакунки, мають кращу підтримку мультимедіа «з коробки», орієнтовані на певну аудиторію тощо. Деякі, наприклад Linux Mint, здобули чималу популярність серед користувачів. Існують дистрибутиви і українських розробників на базі Ubuntu та Mint: Груша-Лінукс, Ubuntu Install Box. Російськими програмістами був випущений локалізований Ubuntu — InfraLinux. Один з найменших і тому дуже швидкий — Bodhi Linux. Є також чимало інших вузькоспеціалізованих дистрибутивів — відновлювальні диски, для анонімного використання інтернету та тестування мережі (CrunchBang), для хмарних застосунків і віртуалізації (як частковий випадок інтернет-телефонії) та інші.
Деякі дистрибутиви в активній розробці:
| Дистрибутив   | Інформація | Графічне середовище             |
| ------------- | --- | ------------------------------- |
| Linux Mint    | Має підтримку більшої кількості медіакодеків, Flash та Java «із коробки». Спочатку мав за основу лише Ubuntu, пізніше з'явилися версії, базовані на Debian.       | MATE, Cinnamon, XFCE, KDE, LXDE |
| BackTrack     | Дистрибутив для проведення тестування безпеки. | KDE, GNOME                      |
| Elementary OS | Дистрибутив на основі Ubuntu 10.10 (DE Gnome). Приділяється особлива увага дизайну та зручності користування. Розроблюється за принципом мінімалізму інтерфейсів. | GNOME                           |
| Runtu         | Дистрибутив російських розробників, мета якого надати якісну російську локалізацію та перелік необхідних програм.                                                 | GNOME, LXDE, Openbox)           |
| Goobuntu      | Дистрибутив, створений корпорацією Google на базі LTS версії Ubuntu для внутрішнього використання.                                                                | GNOME                           |

Докладніше про дистрибутиви Linux, засновані на Ubuntu (англійською)

### Ubuntu Touch
2 січня 2013 Canonical анонсувала Ubuntu Touch — операційну систему для мобільних пристроїв. Нова мобільна платформа покликана забезпечити зручне користування повноцінною десктопною ОС на смартфонах, що робить Ubuntu практично єдиною універсальною ОС. Ubuntu Touch використовує технології, подібні до десктопної версії, отже програми, які розроблені для однієї версії, можна використовувати в іншій і навпаки. До того ж наголошується на можливості під'єднати зовнішній монітор до смартфона і користуватись ним як звичайним комп'ютером з Ubuntu Desktop. Перший стабільний випуск з'явився 17 жовтня 2013.

## Вимоги до апаратного забезпечення
Редакція Desktop системи Ubuntu 18.04 LTS наразі підтримує архітектури Intel x86, AMD64 та ARM. Випуски редакції Ubuntu Server 18.04 LTS також підтримують архітектури ARM, POWER8 та IBM System z
Рекомендованими вимогами щодо апаратного забезпечення для версії Ubuntu 18.04 LTS є: x86 процесор з двома ядрами та частотою 2 ГГц, 2 Гб оперативної пам'яті, 25 Гб вільного простору на твердому диску. Для комп'ютерів, що не задовільняють мінімальних вимог, рекомендується використовувати варіанти Lubuntu та Xubuntu, котрі вимагають менше оперативної пам'яті та вільного простору на твердому диску.

## Реакція суспільства та поширення системи
Популярність Ubuntu постійно зростає з часу виходу першої версії 2004-го. Згідно з опитуванням, проведеним DesktopLinux.com у серпні 2007-го, в якому взяло участь приблизно 38,5 тис. осіб, частка Ubuntu становить близько 30% десктопних інсталяцій Linux.
Відомості про Ubuntu частіше за інші дистрибутиви Linux переглядають на Distrowatch.com починаючи з 2005-го.
У 2005-му Ubuntu виграв у номінації «Найкращий дистрибутив Linux» на виставці LinuxWorld Conference and Expo у Лондоні, а також у номінації «Найкраща клієнтська операційна система» на InfoWorld.

### Розповсюдження дистрибутиву
Станом на жовтень 2012 Ubuntu була другою за популярністю ОС (після Android), що використовує ядро Linux, і першою серед десктопних систем. Це підтверджується статистичними даними відвідувань порталу Wikimedia, за якими, Ubuntu була встановлена на 0,67% всіх пристроїв користувачів проєкту. Наступні за популярністю дистрибутиви Linux — Fedora, OpenSUSE, Debian та Linux Mint налічують лише від близько 0,01 до 0,02% кожен (для порівняння — ОС Android використовує 5,11% користувачів, Windows 7 — 40,32%). Схожі результати спостерігаються і за статистикою сервісу Openstat.ru, за якою Ubuntu має 0,33%, інші популярні дистрибутиви в межах 0,01% кожен.
За даними сайту Distrowatch.com, наприкінці 2011-го найпопулярнішим дистрибутивом Linux став Linux Mint, наступним — Mageia, а Ubuntu була на третьому місці. Статистика базується лише на лічильнику відвідувань сайту, який орієнтований на більш досвідчених користувачів і не враховує статистику переважної більшості користувачів, тому не може відзначатися надійною репрезентативністю. Цієї ж думки дотримується і власник порталу Л.Боднар: «Я хотів би вірити, що є деяка правда в цифрах, але чесно кажучи, вони не мають великого значення й не повинні сприйматися дуже серйозно».
2010-го було заявлено про подолання рубежу в 12 млн користувачів Ubuntu, а 2011-го була поставлена мета збільшити до 2015-го кількість користувачів дистрибутиву до 200 млн.
За наданим у квітні 2015-го компанією Canonical даними, Ubuntu використовує понад 20 мільйонів користувачів.

### Помітні факти впровадження та використання
- У 2007-му Парламент Франції відмовився від використання Windows XP і перейшов на використання Ubuntu. У 2008-му було вирішено перевести на Ubuntu понад 70 тисяч комп'ютерів французької поліції. У 2008-му планувалося перевести від 5 до 8 тисяч настільних комп'ютерів, в наступні 4 роки по 12—15 тисяч комп'ютерів щорічно у всіх відділеннях поліції на території Франції.
- Ubuntu використовується у школах Грузії та Македонії (планувалося перевести на Ubuntu понад 180 тисяч комп'ютерів).
- В Іспанії (станом на 2008) розгорталась програма обладнання навчальних закладів понад 400 тисячами комп'ютерних систем з Ubuntu.
- На травень 2010-го комп'ютерні класи понад 100 фінських шкіл були переведені на використання тільки вільного ПЗ, як дистрибутив у школах використовується Ubuntu Linux.
- Працівники Google використовують модифікований дистрибутив під назвою Goobuntu.
- Ubuntu використовується як основна ОС на серверах проєкту WikiMedia.
- Серверна версія Ubuntu 8.04 LTS використовується в проєкті OpenStreetMap як основний сервер баз даних.
- На основі Ubuntu випускається багато версій, спеціально пристосованих до певної мови.
- Станом на жовтень 2009-го Ubuntu використовували 12 мільйонів користувачів у всьому світі, 2008-го їх було 8 млн.
- До квітня 2011-го існувала можливість безплатно замовити диски Ubuntu поштою. Компанія Canonical брала на себе всі витрати, зокрема за доставлення поштою і митні збори. Наразі доступне лише замовлення дисків за окрему плату в магазині на офіційному сайті. За місяць до виходу нового випуску починається попереднє замовлення, диски в цьому випадку висилаються в перших партіях в найперші дні після випуску нової версії. Доставлення зазвичай триває від 4 до 6 тижнів.
- 350 серверів фонду Wikimedia тепер використовують Ubuntu 6.06 і 8.04, перейшовши з Red Hat і Fedora.[119][120][121].
- Один із найбільших банків України ПриватБанк у 2013 році заявив про перехід на PrivatLinux, корпоративну версію Ubuntu Linux (36 500 комп'ютерів)[122][123].

### Підтримка постачальниками комп'ютерів
Низка виробників і постачальників комп'ютерів продають свої ПК зі встановленою версією Ubuntu Linux.
Dell і Tesco дотримуються такої практики з 2007-го, а System 76 постачається з Ubuntu Linux з листопада 2005-го.
Dell і System76
пропонують 30-денні, тримісячні, та річні плани технічної підтримки Ubuntu від партнерів Canonical Ltd.
Dell постачає свої ПК і лептопи з Ubuntu у Сполученому Королівстві, Франції, Німеччині, Канаді, Іспанії, а також в Латинській Америці.
Dell'івські комп'ютери постачалися з Ubuntu 7.10 та Ubuntu 8.04, і дозволяли легально читати DVD за допомогою LinDVD.
Деякі українські виробники ПК (АМІ, Версія, Навігатор, Прексим Д, Техніка для бізнесу, Фокстрот-ІТ, Компас) випускають комп'ютери із установленою ОС Ubuntu.

### Критика проєкту
Проєкт критикується, але через високу популярність майже не береться до уваги простими користувачами. Основним джерелом критики є користувачі та розробники дистрибутиву Debian GNU/Linux, на базі якої побудована Ubuntu, котрі стверджують, що компанія Canonical, роблячи дуже подібний за своїми технічними характеристиками програмний продукт, однак, з більшим терміном підтримки та чималими витратами на рекламу, може просто занапастити проєкт Debian. З цією позицією спільноти категорично не погоджується засновник Ubuntu Марк Шатлворт. Він стверджує, що ставить собі на меті не відбити частку ринку в Debian GNU/Linux, а лише створити ще одну вільну операційну систему на базі ядра Лінукс, яку можна було б позбавленням певної функціональності, необхідної переважно для спеціалістів, зробити більш дружньою до звичайних користувачів. Також варто зауважити, що значна частина розробників компанії Canonical на оплачуваній основі працюють над важливими частинами проєкту Debian[джерело?].
Так звані «прибічники UNIX» критикують Ubuntu за надмірне спрощення багатьох операцій (встановлення програмного забезпечення, налаштування системи тощо), що на їхню думку може призвести до того, що частиною їхньої спільноти стане багато низькокваліфікованих користувачів, котрі значно понизять якість обговорень на різноманітних інтернет-форумах та списках поштових розсилок, чим понизять рейтинг, і відбиратимуть в інших час на пояснення маловажливих питань[джерело?].
Ubuntu також отримала негативні відгуки від журналу Ars Technica, який у своєму огляді Ubuntu 8.04 та її вдосконалень порівняно з Ubuntu 7.10, написав, що Transmission (клієнт мережі BitTorrent) є занадто простим для досвідчених користувачів, пошукова система Tracker програє у своїх можливостях Beagle, а PulseAudio містить надто багато помилок у своїй реалізації (автор PulseAudio у відповідь на цю статтю написав у своєму блозі, що причиною є погано проведена робота над інтеграцією PulseAudio з Ubuntu Linux).
Ubuntu використовує для перекладу своїх дистрибутивів відкриту систему Rosetta. Оскільки політика дистрибутиву вимагає викладання перекладів під ліцензією BSD, виконані за допомогою цієї системи переклади не можуть бути включені до інших дистрибутивів, для яких така політика не є прийнятною. Також, у випадку незгоди автора перекладу з таким переліцензуванням, переклад має бути вилучено з усіх дистрибутивів, що базуються на Ubuntu. Через хаотичність і повну невпорядкованість перекладів за допомогою Rosetta, система перекладу Ubuntu критикується перекладачами різних мов.
Компанію Canonical також критикують за відсутність вагомого внеску у розвиток ядра та інфраструктури Linux.

#### Стеження за користувачами
Canonical вбудувала пошук від Amazon в графічне середовище Unity, через що Річард Столлман порадив відмовитись від використання цього дистрибутиву, та не рекомендувати його іншим. Також Ubuntu критикують за ставлення до приватності користувачів.

## Виноски
1. 1 2  http://www.ubuntu.com/about/about-ubuntu
2. ↑  Utkarsh Gupta (17 квітня 2025). Ubuntu 25.04 (Plucky Puffin) released.
3. ↑  
Помилка: Неможливо правильно відобразити примітку з Вікіданих. Технічні деталі:
  - Причиною для збою {{Cite web}}: Зовнішній виклик шаблону пропустить обов'язковий параметр url.
  - Причиною для збою {{Cite Q}}: Зовнішній виклик шаблону пропустить обов'язковий параметр 1.

Детальніше, див. документацію.
4. ↑  The UltraSPARC and UltraSPARC T1 platforms are only supported by the Server Edition
5. ↑  ARM. Архів оригіналу за 29 червня 2011. Процитовано 23 жовтня 2011.
6. ↑  Frequently Asked Questions. www.ubuntu.com. Архів оригіналу за 20 червня 2008. Процитовано 13 травня 2008.
7. 1 2  DistroWatch 2005. distrowatch.com. Архів оригіналу за 17 квітня 2017. Процитовано 13 травня 2008.
8. 1 2  DistroWatch 2006. distrowatch.com. Архів оригіналу за 23 липня 2017. Процитовано 13 травня 2008.
9. 1 2  DistroWatch 2005. distrowatch.com. Архів оригіналу за 17 квітня 2017. Процитовано 13 травня 2008.
10. 1 2  2007 Desktop Linux Market survey. 2007-08-21. Архів оригіналу за 24 травня 2012. Процитовано 27 грудня 2007.
11. ↑  Ubuntu's African Roots. Архів оригіналу за 7 квітня 2016. Процитовано 6 червня 2007.
12. ↑  Canonical припинила підтримку Kubuntu, перепризначивши головного розробника [Архівовано 8 серпня 2012 у Wayback Machine.](англ.)
13. ↑  Edubuntu — Frequently asked questions. Архів оригіналу за 18 квітня 2010. Процитовано 15 липня 2006. [Архівовано 2010-04-18 у Wayback Machine.]
14. ↑  Gobuntu — What is Gobuntu. Архів оригіналу за 16 травня 2008. Процитовано 26 жовтня 2007.
15. ↑  Krishnamurti, Srinivas. Get Juiced!. Архів оригіналу за 8 липня 2012. Процитовано 2 червня 2008. [Архівовано 2012-07-08 у Archive.is]
16. ↑  LTS — Ubuntu Wiki. Архів оригіналу за 5 серпня 2011. Процитовано 22 жовтня 2012.
17. ↑  Ubuntu. Вікіпедія (укр.). 31 грудня 2024. Процитовано 8 січня 2025.
18. ↑  Випуски Ubuntu. Вікіпедія (укр.). 25 березня 2024. Процитовано 8 січня 2025.
19. ↑  Оцінка частки коду, створеного проєктом GNU, в сучасних дистрибутивах Linux [Архівовано 4 червня 2011 у Wayback Machine.](рос.)
20. ↑  ubuntu/history «The Ubuntu Story». Архів оригіналу за 29 жовтня 2012. Процитовано 21 жовтня 2001.
21. ↑  Time Based Releases. Архів оригіналу за 5 січня 2018. Процитовано 2 червня 2008.
22. ↑  Releases. Архів оригіналу за 29 жовтня 2013. Процитовано 2 червня 2008.
23. ↑  ubuntu/philosophy. Архів оригіналу за 9 жовтня 2004. Процитовано 25 квітня 2006.
24. ↑  Mark Shuttleworth on binary compatibility. Архів оригіналу за 21 квітня 2019. Процитовано 25 квітня 2006.
25. ↑  ubuntu/relationship «Website does not reference Debian visibly». Архів оригіналу за 21 серпня 2018. Процитовано 21 жовтня 2007. [Архівовано 2018-08-21 у Wayback Machine.]
26. ↑  Ubuntu vs. Debian, reprise. 20 квітня 2005. Архів оригіналу за 7 грудня 2007. Процитовано 21 жовтня 2007. [Архівовано 2007-12-07 у Wayback Machine.]
27. ↑  Announcing Launch of ($10 m) Ubuntu Foundation. 8 липня 2005. Архів оригіналу за 9 квітня 2017. Процитовано 21 квітня 2007.
28. ↑  GrumpyGroundhog specification. Архів оригіналу за 20 травня 2006. Процитовано 29 червня 2006.
29. ↑  Shipit — free shipment of Ubuntu CDs. Архів оригіналу за 14 травня 2006. Процитовано 26 квітня 2006. [Архівовано 2017-10-23 у Wayback Machine.]
30. ↑  ShipIt Questions. Архів оригіналу за 10 квітня 2010. Процитовано 11 грудня 2007.
31. ↑  Canonical закриває сервіс безоплатної розсилки дисків з Ubuntu [Архівовано 27 листопада 2011 у Wayback Machine.](рос.)
32. ↑  About Ubuntu. Архів оригіналу за 22 лютого 2008. Процитовано 25 квітня 2006.
33. ↑  RootSudo — Ubuntu Wiki. Архів оригіналу за 21 лютого 2020. Процитовано 19 серпня 2008.
34. ↑  GNOME 2.22 Release Notes — Internationalization. Архів оригіналу за 1 червня 2008. Процитовано 2 червня 2008. [Архівовано 2008-06-01 у Wayback Machine.]
35. 1 2  Якість має нове ім'я [Архівовано 2012-05-03 у Wayback Machine.](англ.)
36. 1 2 3  Ubuntu 12.10 Quantal Quetzal (Квантовий Кетцаль/Квезаль) [Архівовано 18 жовтня 2012 у Wayback Machine.](рос.)
37. ↑  Live CD. Вікіпедія (укр.). 30 квітня 2022. Процитовано 8 січня 2025.
38. ↑  How To Install Ubuntu Locally Over The Network. Архів оригіналу за 28 серпня 2008. Процитовано 2 червня 2008.
39. ↑  Помилка в Launchpad призвела до позапланової синхронізації пакетів Ubuntu з Debian [Архівовано 27 листопада 2011 у Wayback Machine.](рос.)
40. 1 2  Shuttleworth, Mark (2004-10-20). Ubuntu 4.10 announcement. ubuntu-announce (Список розсилки). Архів оригіналу за 2 травня 2020. Процитовано 25 вересня 2007.
41. ↑  WartyWarthogReleaseSchedule. 20 липня 2005. Процитовано 5 березня 2008.[недоступне посилання з лютого 2019]
42. ↑  Zimmerman, Matt (28 березня 2006). Ubuntu 4.10 reaches end of life on 30 April 2006. ubuntu-announce (Список розсилки). Архів оригіналу за 3 березня 2016. Процитовано 25 вересня 2007.
43. ↑  HoaryReleaseSchedule. 20 липня 2005. Архів оригіналу за 26 листопада 2006. Процитовано 5 березня 2008.
44. ↑  5.04 Release Notes. 8 квітня 2005. Архів оригіналу за 30 квітня 2008. Процитовано 14 квітня 2007.
45. ↑  Armstrong, Christina (23 жовтня 2006). Ubuntu 5.04 reaches end-of-life on 31 October 2006. ubuntu-security-announce (Список розсилки). Архів оригіналу за 4 березня 2016. Процитовано 25 вересня 2007.
46. ↑  Ubuntu 5.10 announcement. Архів оригіналу за 6 вересня 2015. Процитовано 11 жовтня 2006.
47. ↑  Ubuntu 5.10 release notes. Архів оригіналу за 24 серпня 2011. Процитовано 21 грудня 2006.
48. ↑  Heen, Tollef Fog (14 березня 2007). Ubuntu 5.10 reaches end-of-life on 13 квітня 2007. ubuntu-security-announce (Список розсилки). Архів оригіналу за 11 червня 2016. Процитовано 25 вересня 2007.
49. ↑  Ubuntu 6.06 LTS announcement. Архів оригіналу за 24 серпня 2011. Процитовано 21 грудня 2006.
50. ↑  Ubuntu 6.06 LTS release notes. Архів оригіналу за 24 серпня 2011. Процитовано 21 грудня 2006.
51. ↑  Ubuntu 6.10 released. Архів оригіналу за 25 липня 2019. Процитовано 25 липня 2019.
52. ↑  Ubuntu 6.10 release notes. Архів оригіналу за 24 серпня 2011. Процитовано 21 грудня 2006.
53. ↑  End of Life announcement for Ubuntu 6.10. Архів оригіналу за 30 березня 2008. Процитовано 1 квітня 2008.
54. ↑  Ubuntu 7.04 announcement. Архів оригіналу за 3 березня 2016. Процитовано 6 лютого 2007.
55. ↑  GutsyReleaseSchedule — Ubuntu Wiki. Архів оригіналу за 22 квітня 2016. Процитовано 12 квітня 2007.
56. ↑  Introducing the Gutsy Gibbon. 12 квітня 2007. Архів оригіналу за 19 лютого 2009. Процитовано 6 травня 2007.
57. ↑  HardyReleaseSchedule. Архів оригіналу за 8 червня 2016. Процитовано 25 вересня 2007.
58. ↑  Introducing the Hardy Heron. Архів оригіналу за 1 травня 2008. Процитовано 29 серпня 2007. [Архівовано 2008-05-01 у Wayback Machine.]Milestone ubuntu-8.04 for Ubuntu due 2008-04-24. Архів оригіналу за 21 червня 2010. Процитовано 23 жовтня 2007.
59. ↑  Shuttleworth, Mark. Planning for Ubuntu 8.10ish — The Intrepid Ibex. Архів оригіналу за 30 квітня 2011. Процитовано 2 червня 2008.
60. ↑  Архівована копія. Архів оригіналу за 4 січня 2010. Процитовано 14 червня 2008.{{cite web}}:  Обслуговування CS1: Сторінки з текстом «archived copy» як значення параметру title (посилання)
61. ↑  Milestone ubuntu-8.10 for Ubuntu due 2008-10-30. Архів оригіналу за 26 червня 2010. Процитовано 28 квітня 2008.
62. ↑  Ubuntu 10.04 LTS Ясна рись закінчила життя 30 квітня 2015 [Архівовано 7 травня 2015 у Wayback Machine.](англ.)
63. ↑  Ubuntu 12.04 довготривалої підтримки збільшила тривалість періоду підтримки для користувачів комп'ютерів [Архівовано 2012-03-09 у Wayback Machine.](англ.)
64. ↑  Порядок випусків [Архівовано 15 січня 2013 у Wayback Machine.](англ.)
65. ↑  Ubuntu 13.04 (Нетерплячий какоміцлі) закінчив життя 27 січня 2014 [Архівовано 9 лютого 2014 у Wayback Machine.](англ.)
66. ↑  Saucy Salamander (Зухвала Саламандра) — кодове ім'я Ubuntu 13.10 [Архівовано 27 квітня 2013 у Wayback Machine.](рос.)
67. ↑  SaucySalamander — Ubuntu Wiki [Архівовано 18 червня 2013 у Wayback Machine.](англ.)
68. 1 2  Quantal, raring, saucy… [Архівовано 19 жовтня 2013 у Wayback Machine.](англ.)
69. ↑   [Архівовано 20 жовтня 2014 у Wayback Machine.](англ.)
70. ↑   [Архівовано 21 серпня 2018 у Wayback Machine.](англ.)
71. ↑  http://markshuttleworth.com/archives/1468 [Архівовано 4 травня 2015 у Wayback Machine.](англ.)
72. ↑  http://www.markshuttleworth.com/archives/1479 [Архівовано 23 жовтня 2015 у Wayback Machine.](англ.)
73. ↑  [Y is for… http://www.markshuttleworth.com/archives/1496 [Архівовано 25 квітня 2016 у Wayback Machine.]](англ.)
74. 1 2  [Releases - Ubuntu Wiki https://wiki.ubuntu.com/Releases [Архівовано 29 жовтня 2013 у Wayback Machine.]](англ.)
75. ↑  Shuttleworth, Mark (17 жовтня 2016). The mouse that jumped. markshuttleworth.com. Архів оригіналу за 22 травня 2019. Процитовано 17 жовтня 2016.
76. ↑  Архівована копія. Архів оригіналу за 29 жовтня 2013. Процитовано 21 червня 2008.{{cite web}}:  Обслуговування CS1: Сторінки з текстом «archived copy» як значення параметру title (посилання)
77. ↑  ArtfulAardvark/ReleaseSchedule - Ubuntu Wiki. wiki.ubuntu.com. Архів оригіналу за 24 серпня 2017. Процитовано 17 жовтня 2017.
78. ↑  Архівована копія. Архів оригіналу за 19 січня 2021. Процитовано 13 квітня 2018.{{cite web}}:  Обслуговування CS1: Сторінки з текстом «archived copy» як значення параметру title (посилання)
79. ↑  Архівована копія. Архів оригіналу за 20 жовтня 2018. Процитовано 20 жовтня 2018.{{cite web}}:  Обслуговування CS1: Сторінки з текстом «archived copy» як значення параметру title (посилання)
80. ↑  Архівована копія. Архів оригіналу за 2 лютого 2020. Процитовано 7 лютого 2020.{{cite web}}:  Обслуговування CS1: Сторінки з текстом «archived copy» як значення параметру title (посилання)
81. ↑  Архівована копія. Архів оригіналу за 3 лютого 2020. Процитовано 7 лютого 2020.{{cite web}}:  Обслуговування CS1: Сторінки з текстом «archived copy» як значення параметру title (посилання)
82. ↑  Ubuntu 20.04 LTS (Focal Fossa). releases.ubuntu.com. Архів оригіналу за 9 липня 2020. Процитовано 3 липня 2020.
83. ↑  Ubuntu 20.10 (Groovy Gorilla). releases.ubuntu.com. Архів оригіналу за 20 листопада 2020. Процитовано 20 листопада 2020.
84. ↑  Kumar, Sarvottam (29 жовтня 2020). After Ubuntu 20.10 Release, Ubuntu 21.04 Is Codenamed "Hirsute Hippo". Fossbytes (амер.). Архів оригіналу за 1 листопада 2020. Процитовано 17 грудня 2020.
85. ↑  Hirsute Hippo Release Schedule. Ubuntu Community Hub (амер.). 10 листопада 2020. Архів оригіналу за 2 листопада 2020. Процитовано 17 грудня 2020.
86. ↑  Ubuntu 21.10: Release Date & New Features. OMG! Ubuntu! (брит.). 6 липня 2021. Архів оригіналу за 12 серпня 2021. Процитовано 20 серпня 2021.
87. ↑  Langasek, Steve (18 жовтня 2021). Jammy Jellyfish is now open for development. Launchpad (English) . Ubuntu Mailing lists. Архів оригіналу за 19 жовтня 2021. Процитовано 19 жовтня 2021.
88. ↑  Sneddon, Joey (25 квітня 2022). Ubuntu 22.10 Codename is Revealed (And It's Kinda Kooky). OMG! Ubuntu! (брит.). Процитовано 19 серпня 2022.
89. ↑  https://www.omgubuntu.co.uk/2022/10/ubuntu-23-04-codename
90. ↑  https://www.omgubuntu.co.uk/2023/04/ubuntu-23-10-codename-revealed
91. ↑  https://www.omgubuntu.co.uk/2023/10/ubuntu-24-04-release-date-set-for-april-25-2024
92. ↑  Випущено Ubuntu 12.04 (Precise Pangolin)! [Архівовано 28 квітня 2012 у Wayback Machine.](англ.)
93. ↑  Випуск Linux-дистрибутиву Ubuntu 12.04. Огляд новацій [Архівовано 29 квітня 2012 у Wayback Machine.](рос.)
94. ↑  Випущено Ubuntu 14.04 LTS (Trusty Tahr). Архів оригіналу за 1 липня 2014. Процитовано 19 квітня 2014.
95. ↑  Canonical. Canonical releases Ubuntu 16.10. Ubuntu Insights. Архів оригіналу за 16 жовтня 2016. Процитовано 14 жовтня 2016.
96. ↑  Вийшла Ubuntu 16.10 | UAbuntu - Ubuntu українською. uabuntu.com. Архів оригіналу за 19 жовтня 2016. Процитовано 14 жовтня 2016.
97. ↑  Canonical. Canonical releases Ubuntu 17.10. Ubuntu Insights. Архів оригіналу за 19 жовтня 2017. Процитовано 19 жовтня 2017.
98. ↑  Derivatives. Архів оригіналу за 22 травня 2010. Процитовано 13 січня 2009.
99. ↑  Ubuntu JeOS 7.10 released. Архів оригіналу за 29 вересня 2011. Процитовано 10 червня 2008.
100. ↑  Ubuntu Mobile. Архів оригіналу за 28 лютого 2008. Процитовано 10 червня 2008.
101. ↑  Ubuntu to announce its mobile Linux in June. Процитовано 19 серпня 2008.[недоступне посилання]
102. ↑  Ubuntu Netbook Remix. Архів оригіналу за 26 лютого 2009. Процитовано 10 червня 2008.
103. ↑  Ubuntu Netbook Remix On Dell Mini 9. Архів оригіналу за 3 травня 2009. Процитовано 25 травня 2009.
104. ↑  Ubuntu Netbook Remix on Acer Aspire One. Архів оригіналу за 13 березня 2009. Процитовано 25 травня 2009.
105. ↑  Ubuntu Phone OS Unveiled by Canonical | OMG! Ubuntu! [Архівовано 31 грудня 2021 у Wayback Machine.](англ.)
106. ↑  Canonical unveils Ubuntu phone OS that doubles as a «full PC» | Ars Tehnica [Архівовано 2 лютого 2015 у Wayback Machine.](англ.)
107. ↑  Вийшов Linux-дистрибутив Ubuntu 13.10 [Архівовано 18 жовтня 2013 у Wayback Machine.](рос.)
108. ↑  [
Ubuntu 11.10 will support ARM processors to take on Red Hat http://www.theinquirer.net/inquirer/news/2115929/ubuntu-1110-support-arm-chips-fight-red-hat [Архівовано 5 листопада 2018 у Wayback Machine.]](англ.)
109. ↑  Ubuntu Desktop 16.04 LTS. Архів оригіналу за 24 травня 2019. Процитовано 21 квітня 2016.
110. ↑  distrowatch.com/index.php?dataspan=26. Архів оригіналу за 29 вересня 2007. Процитовано 13 червня 2008.
111. ↑  LinuxWorld Expo UK 2005 (PDF). Архів оригіналу (PDF) за 26 червня 2008. Процитовано 19 серпня 2008.
112. ↑  Best of open source in platforms and middleware. Архів оригіналу за 21 березня 2008. Процитовано 13 червня 2008.
113. ↑  Wikimedia Traffic Analysis Report — Operating Systems, September 2012. Архів оригіналу за 14 жовтня 2012. Процитовано 18 жовтня 2012.
114. ↑  Openstat.ru: операційні системи [Архівовано 30 травня 2014 у Wayback Machine.](рос.)
115. ↑  Groklaw — Some Facts about openSUSE and Distrowatch Figures — A Correction [Архівовано 19 травня 2012 у Wayback Machine.](англ.)
116. ↑  Ubuntu Claims 12 Million Users as Lucid Linux Desktop Nears [Архівовано 10 квітня 2010 у Wayback Machine.] // LinuxPlanet
117. ↑  Ubuntu планує відвоювати 200 млн користувачів до 2015 року. Обговорення заміни установлювального CD на DVD [Архівовано 18 травня 2015 у Wayback Machine.](рос.)
118. ↑  Tendering with Ubuntu. Архів оригіналу за 28 квітня 2015. Процитовано 2 травня 2015.
119. ↑  Wikipedia dumps Red Hat for Ubuntu. Timothy Prickett Morgan. The Register. 13 жовтня 2008. Архів оригіналу за 9 листопада 2008. Процитовано 14 жовтня 2008.
120. ↑  Todd R. Weiss (9 жовтня 2008  (Computerworld)). Wikipedia simplifies IT infrastructure by moving to one Linux vendor. Computerworld.com. Архів оригіналу за 24 грудня 2008. Процитовано 19 жовтня 2008. [Архівовано 2008-12-24 у Wayback Machine.]
121. ↑  Wikipedia adopts Ubuntu for its server infrastructure. Arstechnica.com. Архів оригіналу за 22 січня 2009. Процитовано 19 жовтня 2008.
122. ↑  ПриватБанк став найбільшим у світі корпоративним користувачем Linux. Архів оригіналу за 18 жовтня 2013. Процитовано 15 жовтня 2013.
123. ↑  Внедрение корпоративного Linux в ПриватБанке [Архівовано 3 травня 2017 у Wayback Machine.], habrahabr.ru, 12 листопада 2013
124. ↑  Tesco Shipping Desktops with Ubuntu — eSys ePC. Архів оригіналу за 23 лютого 2012. Процитовано 2 червня 2008.
125. ↑  Ubuntu Customers. Архів оригіналу за 26 травня 2007. Процитовано 26 травня 2007.
126. ↑  System76 announces servers with Ubuntu 7.10 and Canonical support services. Архів оригіналу за 1 березня 2008. Процитовано 5 березня 2008.
127. ↑  Ubuntu on Dell. Архів оригіналу за 25 травня 2012. Процитовано 24 лютого 2008.
128. ↑  Dell announces Ubuntu 7.10 PCs with DVD playback (UPDATED). Архів оригіналу за 20 червня 2008. Процитовано 2 червня 2008. [Архівовано 2008-06-20 у Wayback Machine.]
129. ↑  Інтерв'ю Володимира Крюкова, менеджера по роботі з партнерами компанії Canonical. Архів оригіналу за 22 лютого 2009. Процитовано 9 листопада 2008.
130. ↑  Ubuntu — найпопулярніший дистрибутив Linux за останній рік на сайті distrowatch.com. Архів оригіналу за 10 липня 2018. Процитовано 7 жовтня 2008.
131. ↑  Lennart Poettering. PulseAudio FUD. Архів оригіналу за 18 жовтня 2009. Процитовано 3 вересня 2008.
132. ↑  Canonical Ltd. Launchpad Translations. Архів оригіналу за 3 січня 2010. Процитовано 16 листопада 2008.
133. ↑  Canonical Limited. Translations/LicensingFAQ. Архів оригіналу за 26 червня 2010. Процитовано 16 листопада 2008.
134. ↑  the KDE translators' mailing list.
135. ↑  Greg Kroah-Hartman. The Linux Ecosystem, what it is and where do you fit in it?. Архів оригіналу за 19 листопада 2008. Процитовано 16 листопада 2008.
136. ↑  Стеження в Ubuntu: Що робити? [Архівовано 29 жовтня 2013 у Wayback Machine.](рос.)
137. ↑  Коментар на pgpru.com(рос.)